# Muzeul pălăriilor de paie din Crișeni

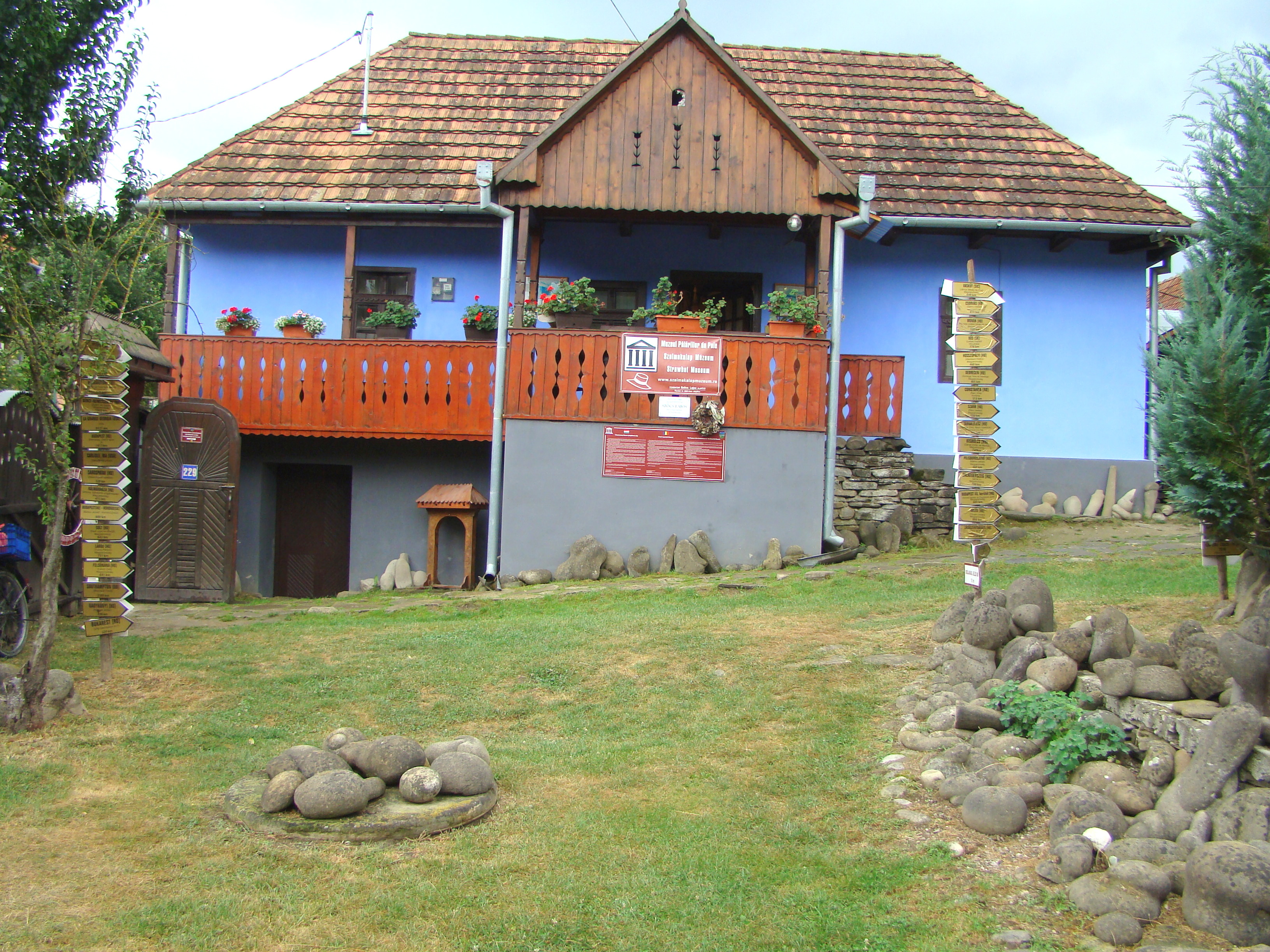
Muzeul pălăriilor de paie din Crișeni (august 2020)

Muzeul pălăriilor de paie este un muzeu aflat în satul Crișeni, comuna Atid, județul Harghita. Confecționarea pălăriilor și obiectelor din paie este un meșteșug tradițional în zonă.

## Istoric
Muzeul pălăriilor de paie a fost deschis în anul 2001, la inițiativa lui Lajos Szőcs, a cărui familie se ocupa cu confecționarea pălăriilor de paie de trei generații. Muzeul a fost înființat într-o casă țărănească tradițională renovată. Expoziția a fost amenajată, cu ajutorul Centrului Județean pentru Cultură. În interior se găsește o mare varietate de tipuri de pălării de paie, utilaje folosite la confecționarea pălăriilor, ornamente și obiecte realizate din paie. În curte există o colecție de pietre naturale cu forme variate și interesante. Pe stâlpi din curte sunt indicate direcțiile localităților din care provin vizitatorii muzeului, cei care au dorit să semnaleze acest lucru.

## Vezi și
- Crișeni, Harghita

## Imagini din exterior

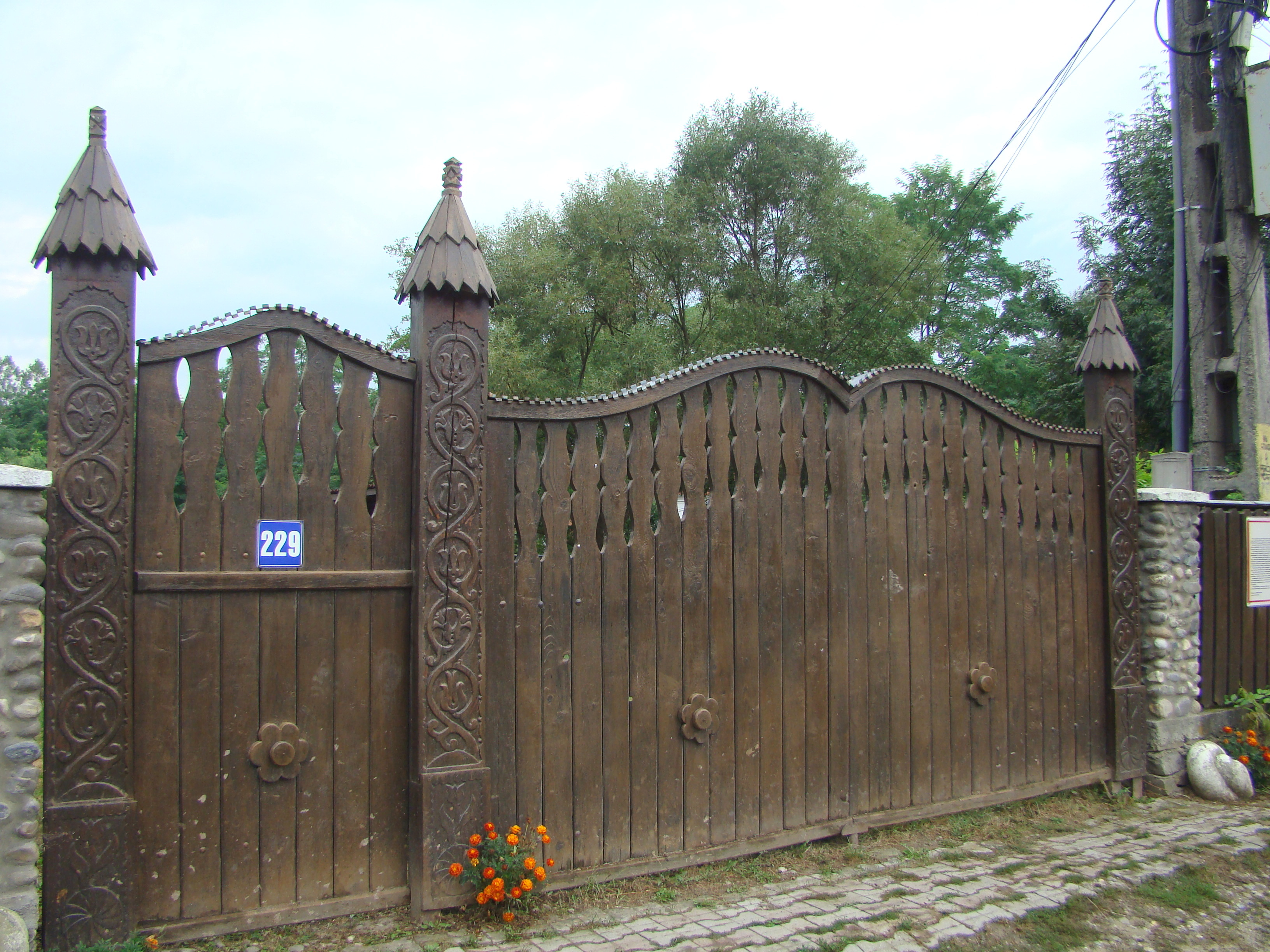
Poarta de lemn
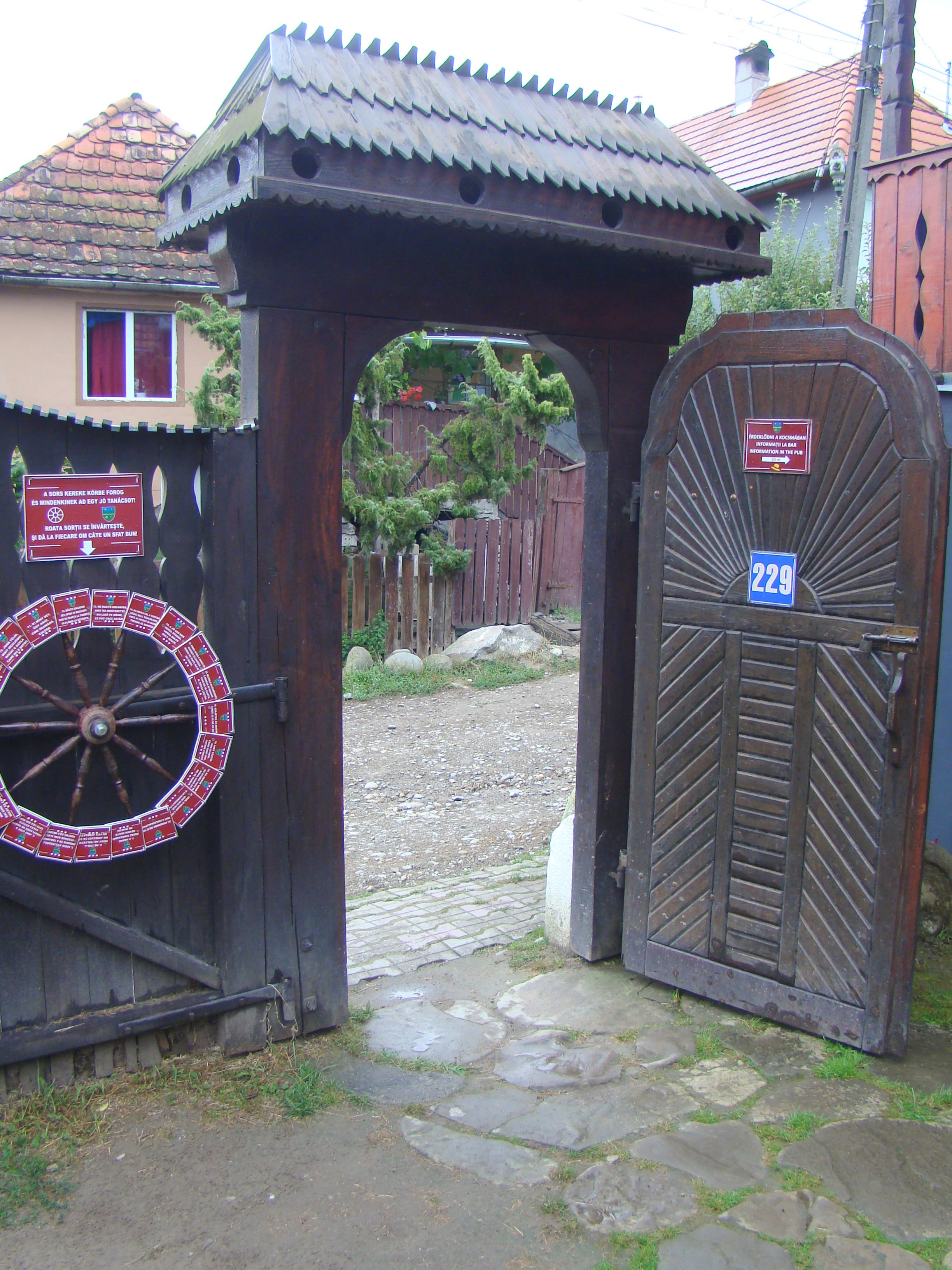
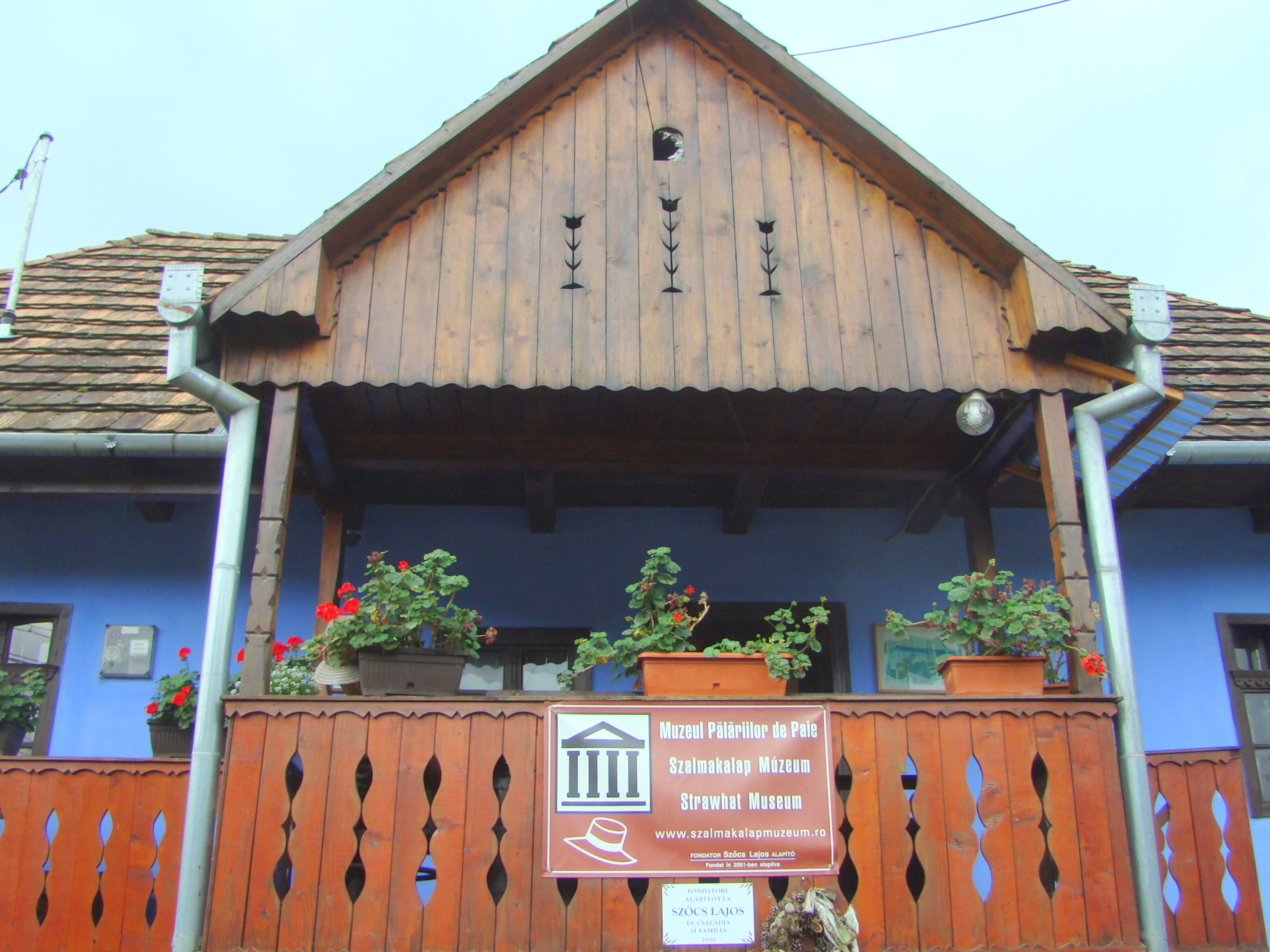
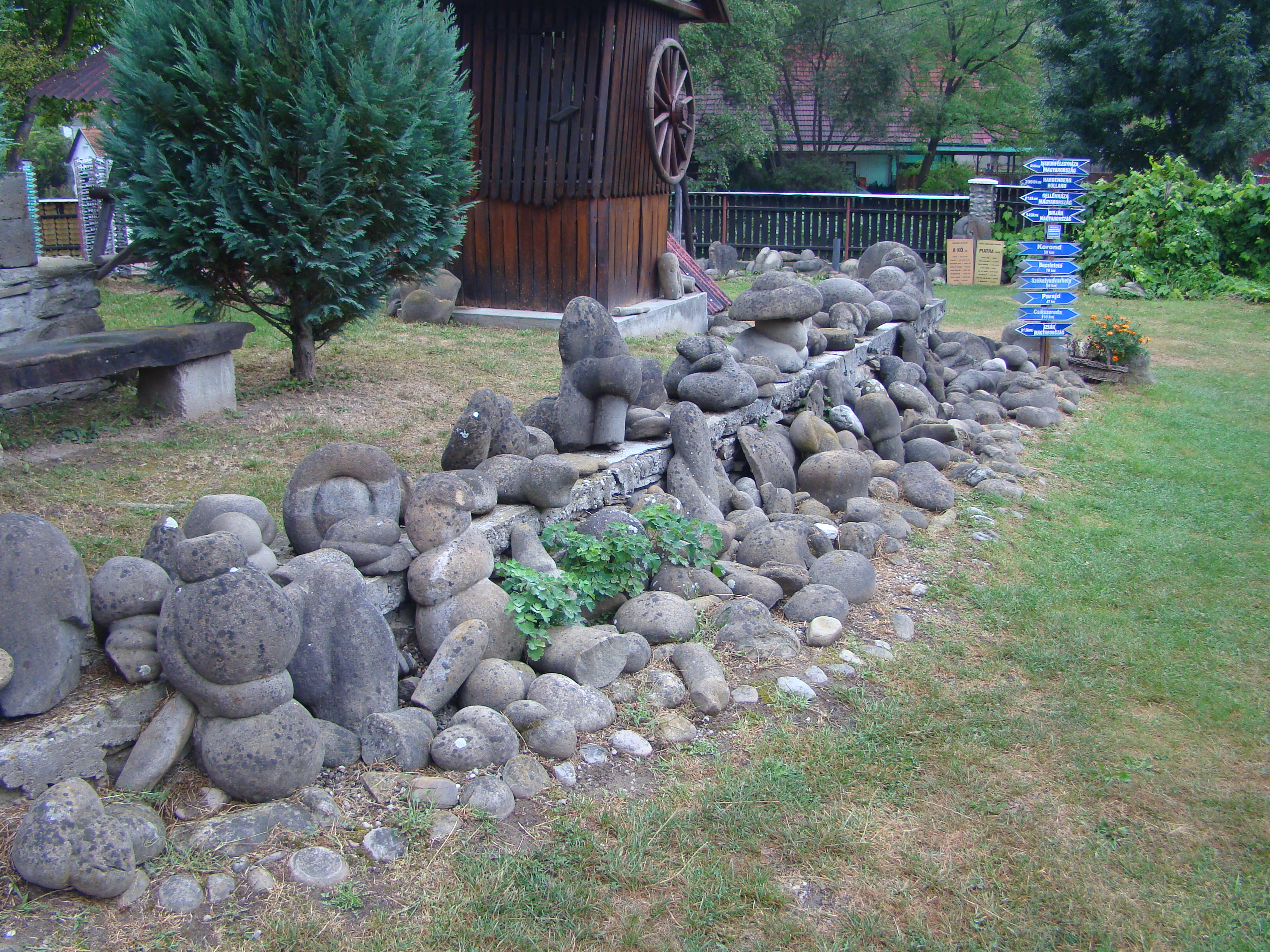
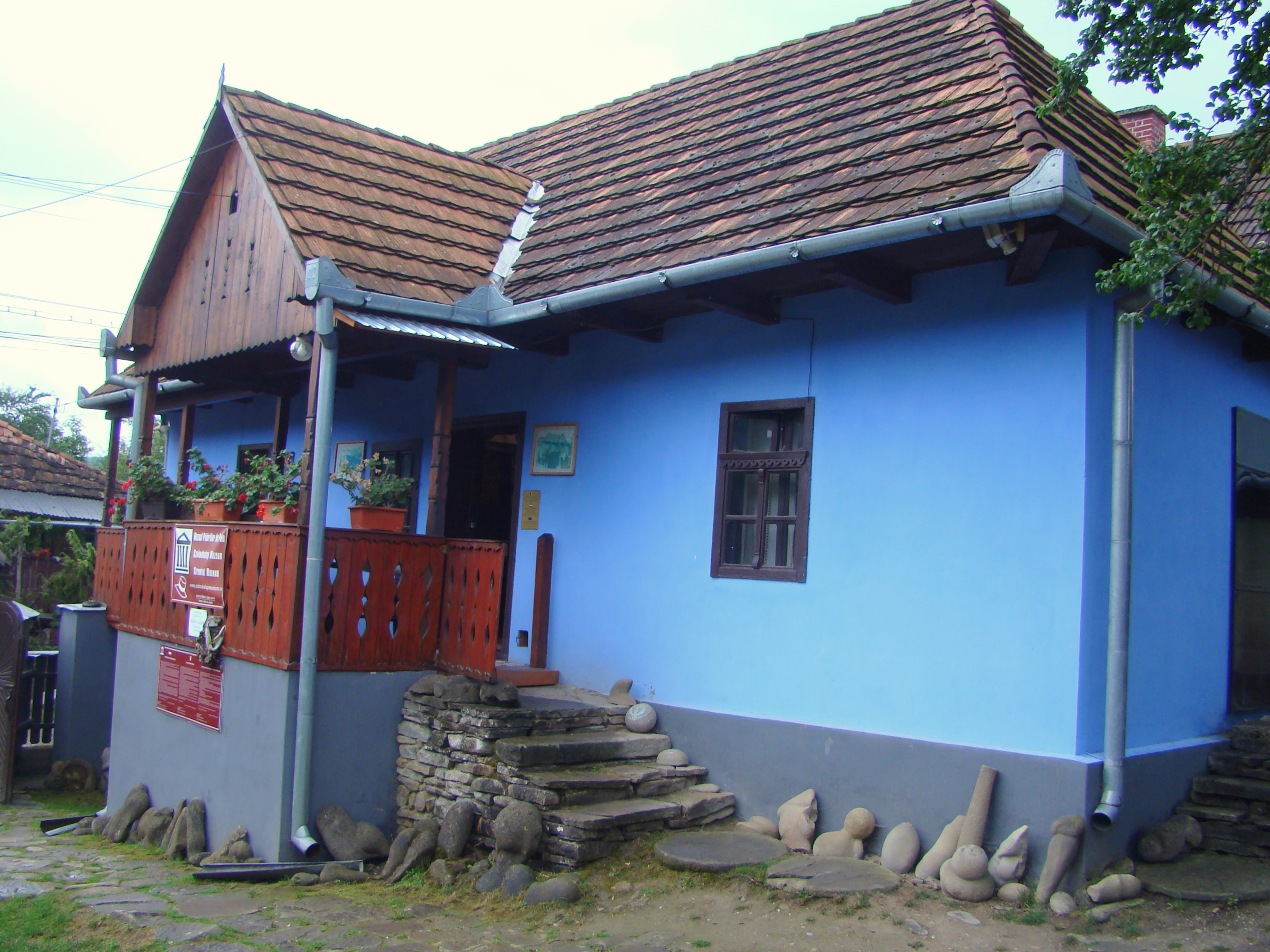
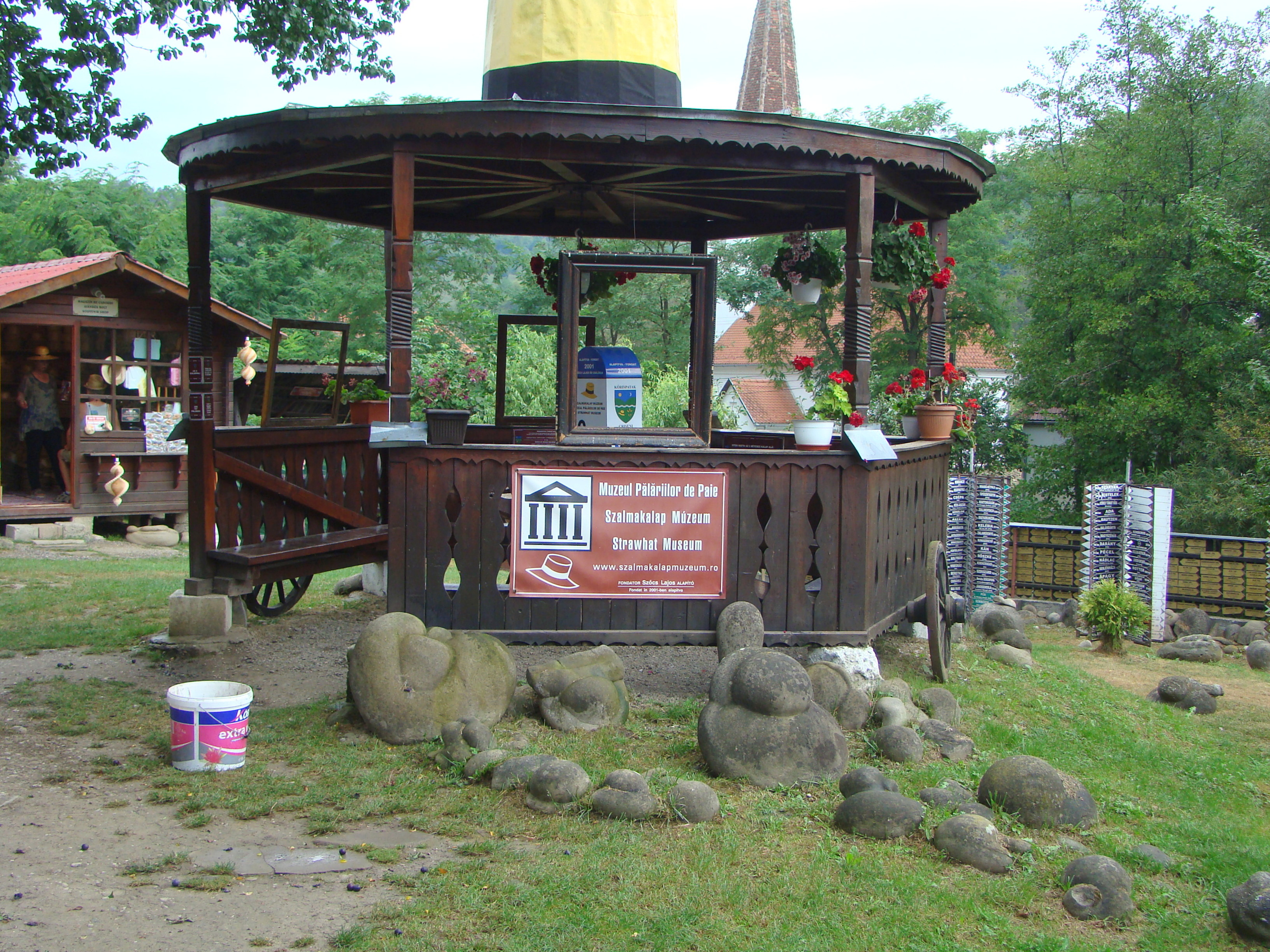
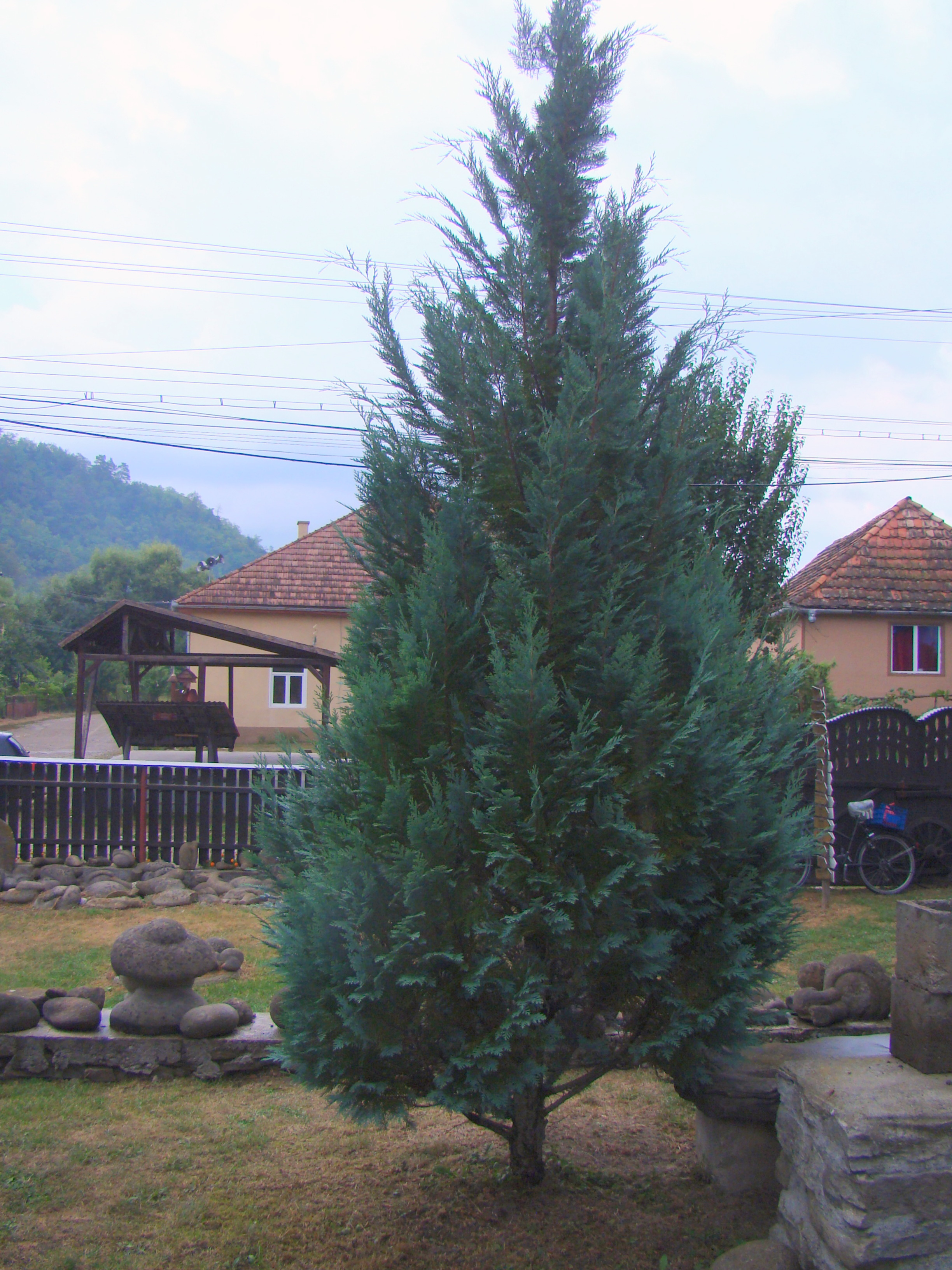
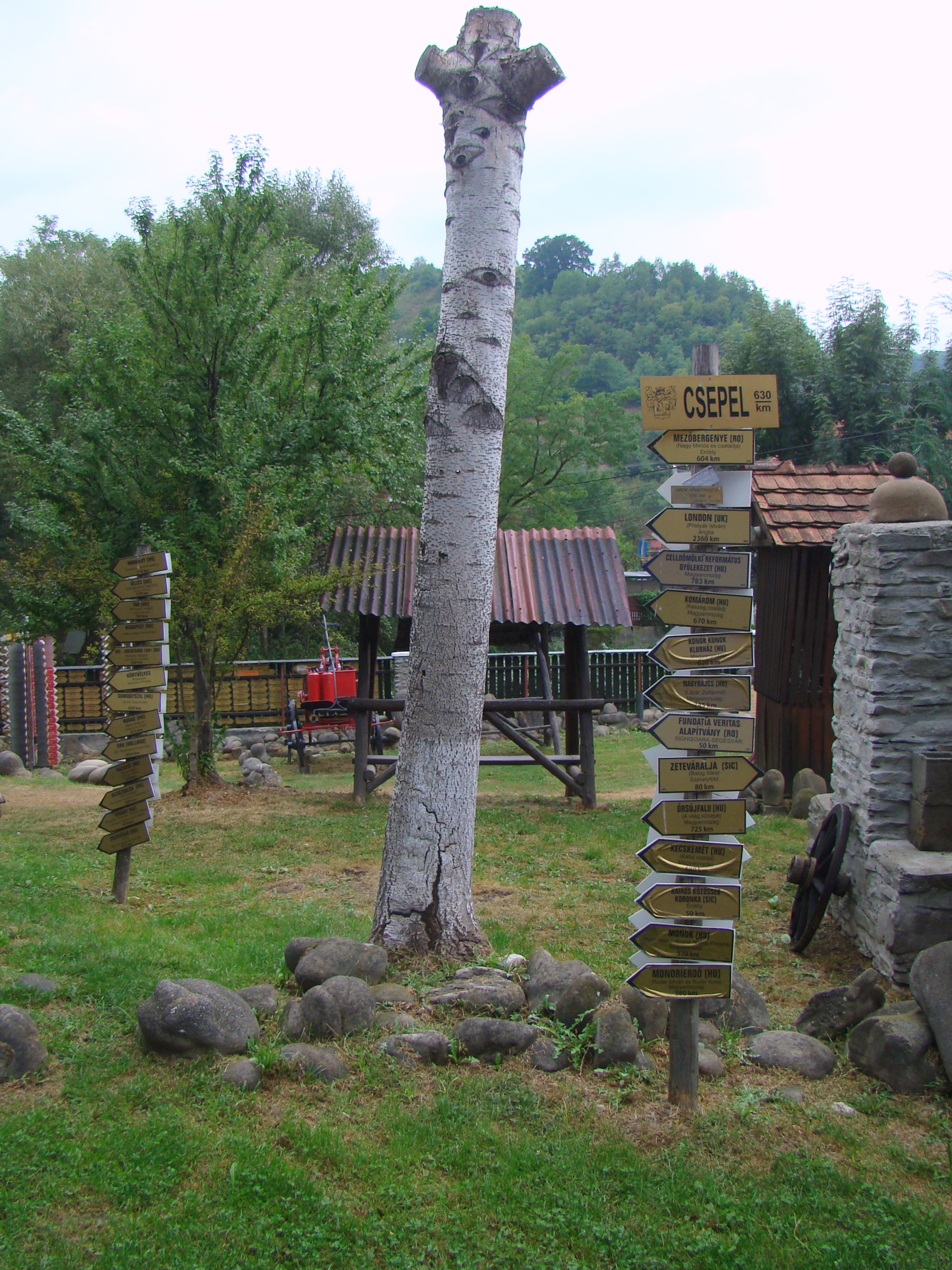
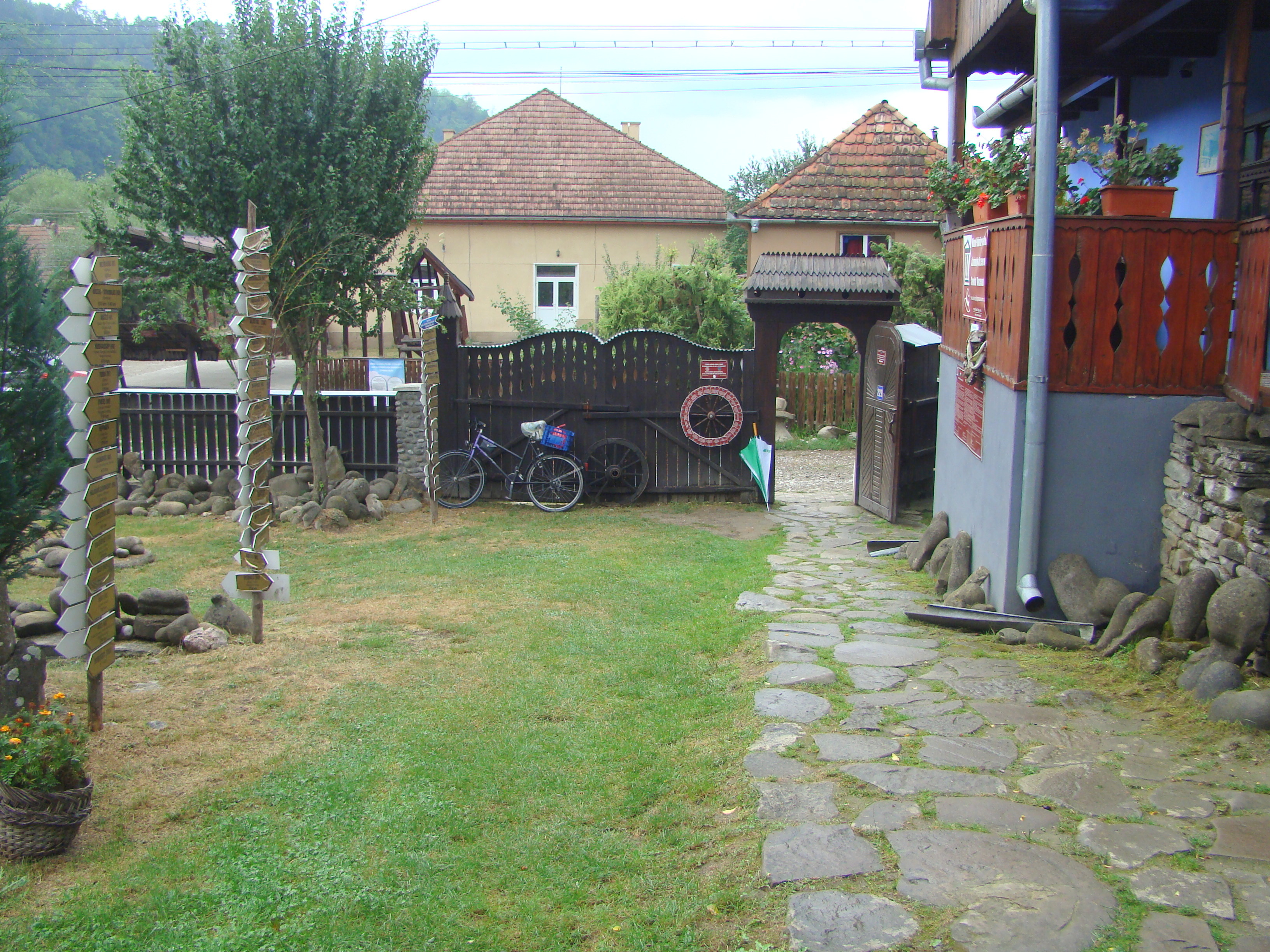
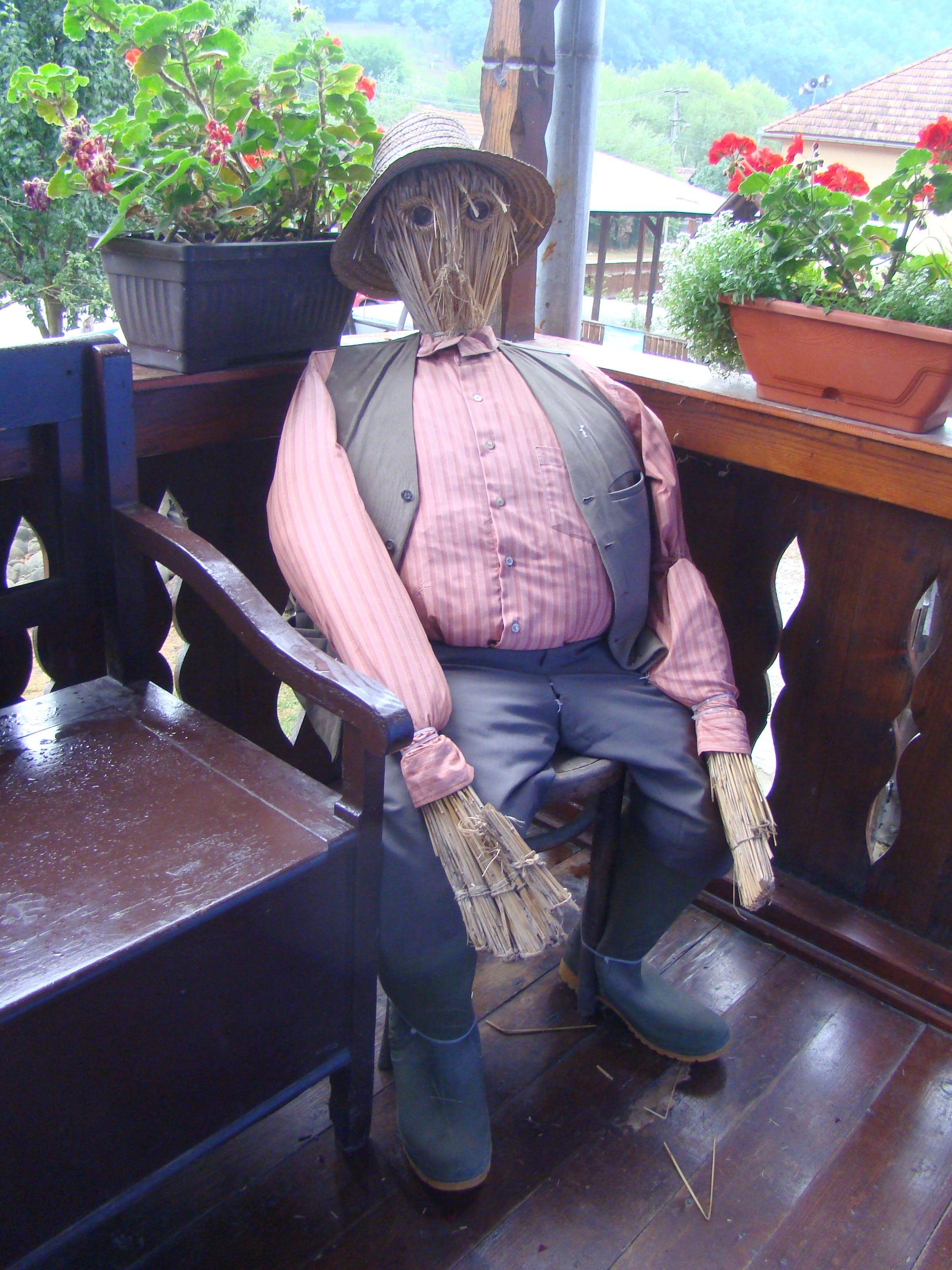
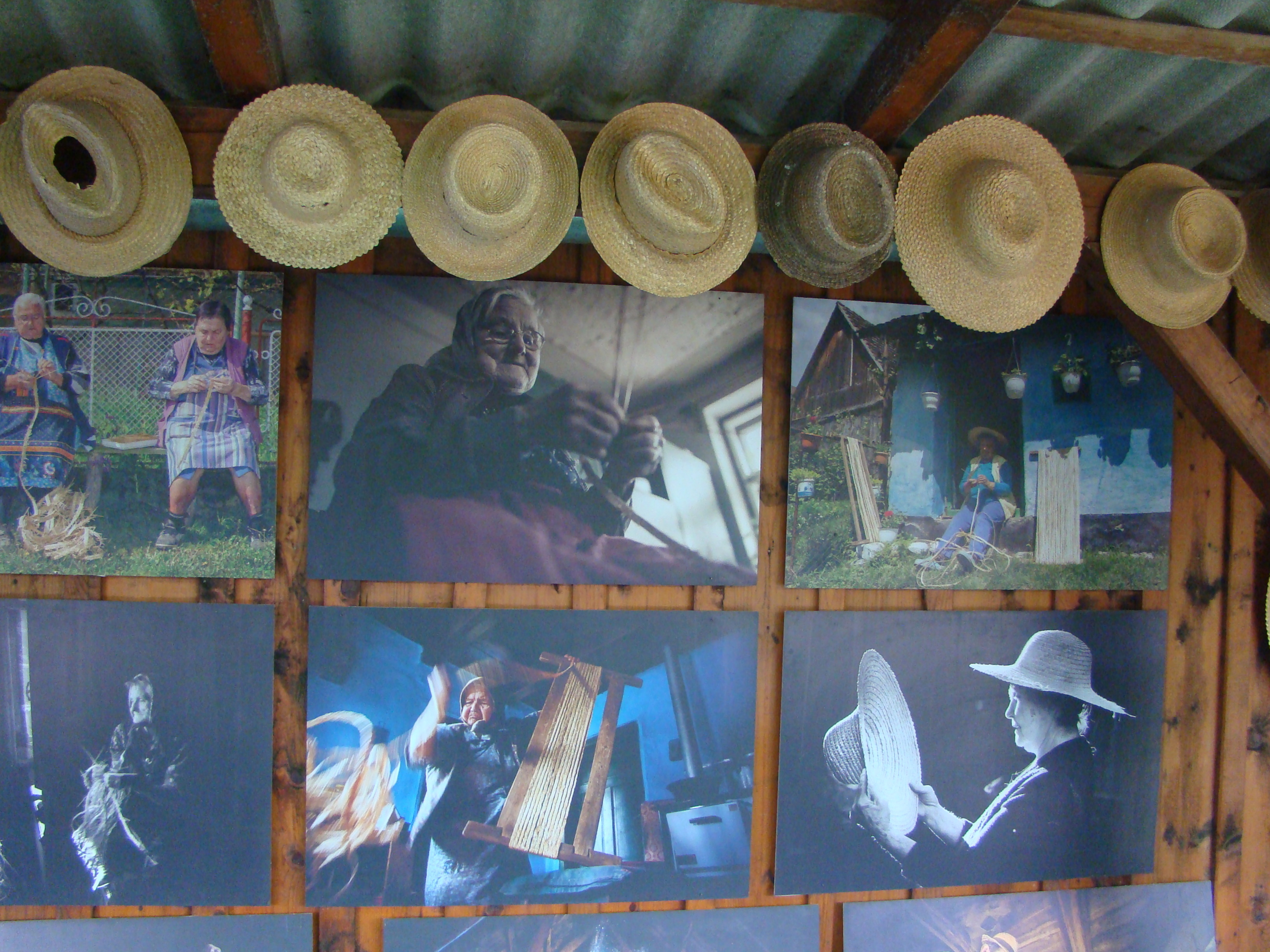
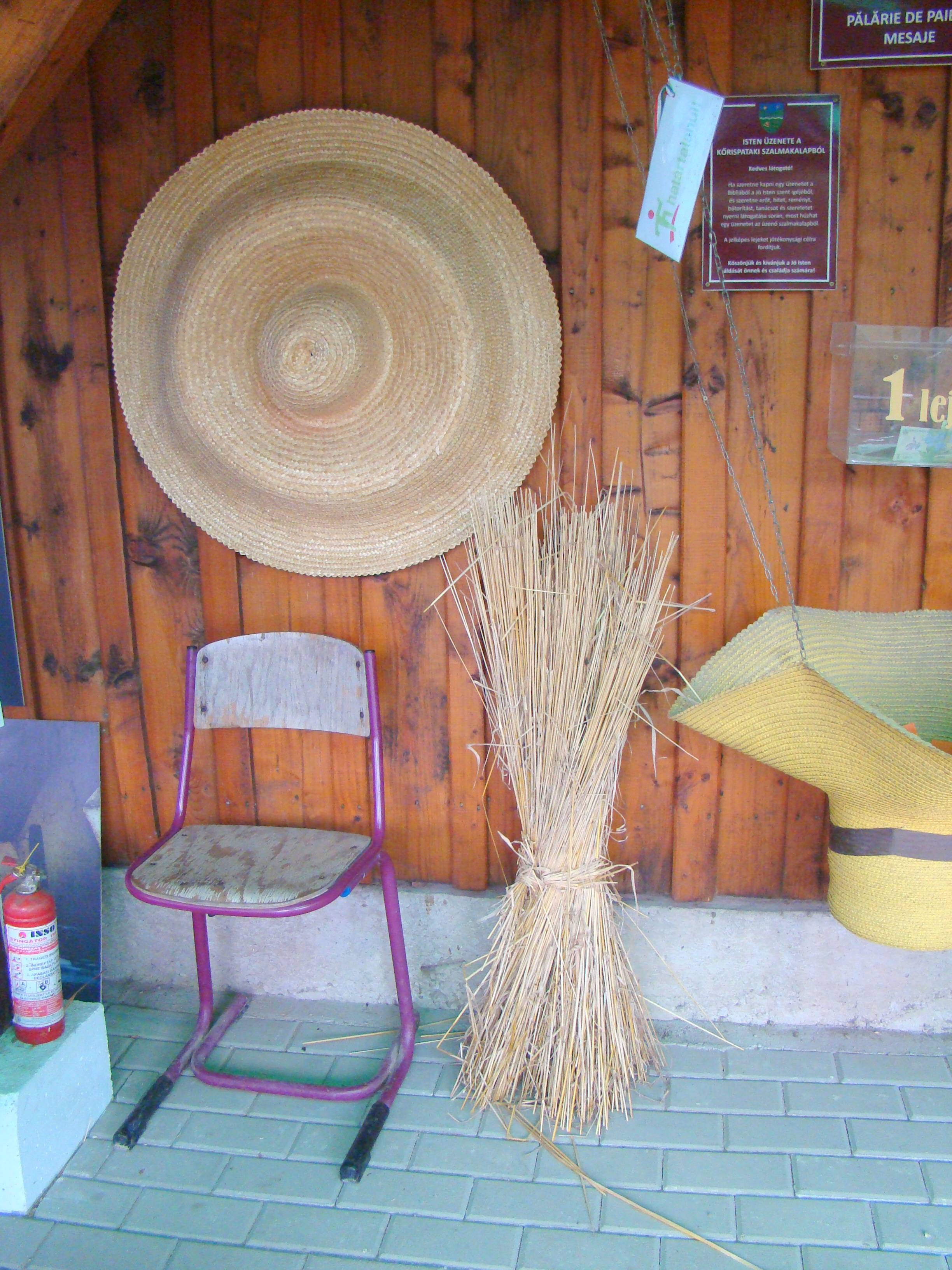
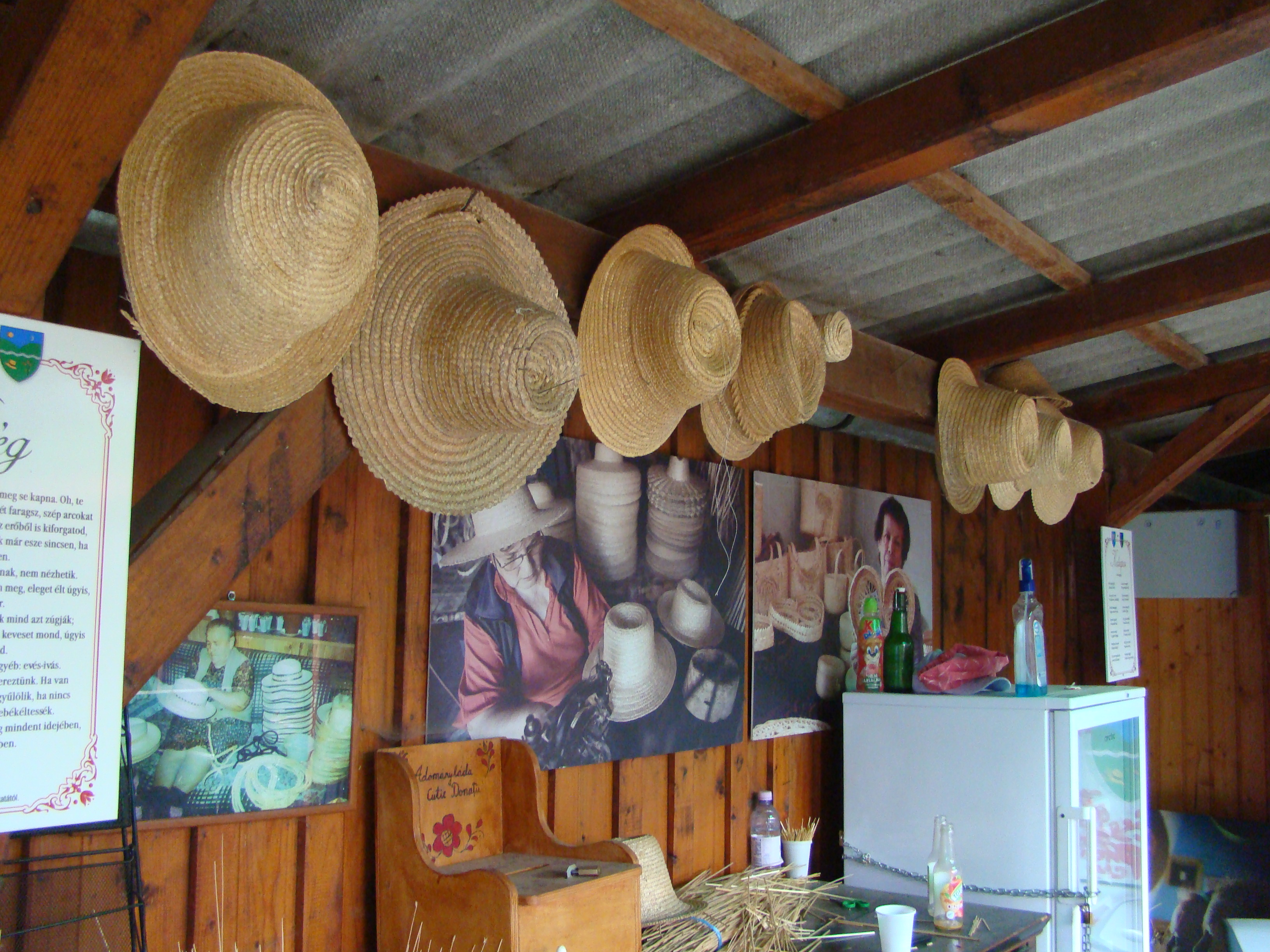
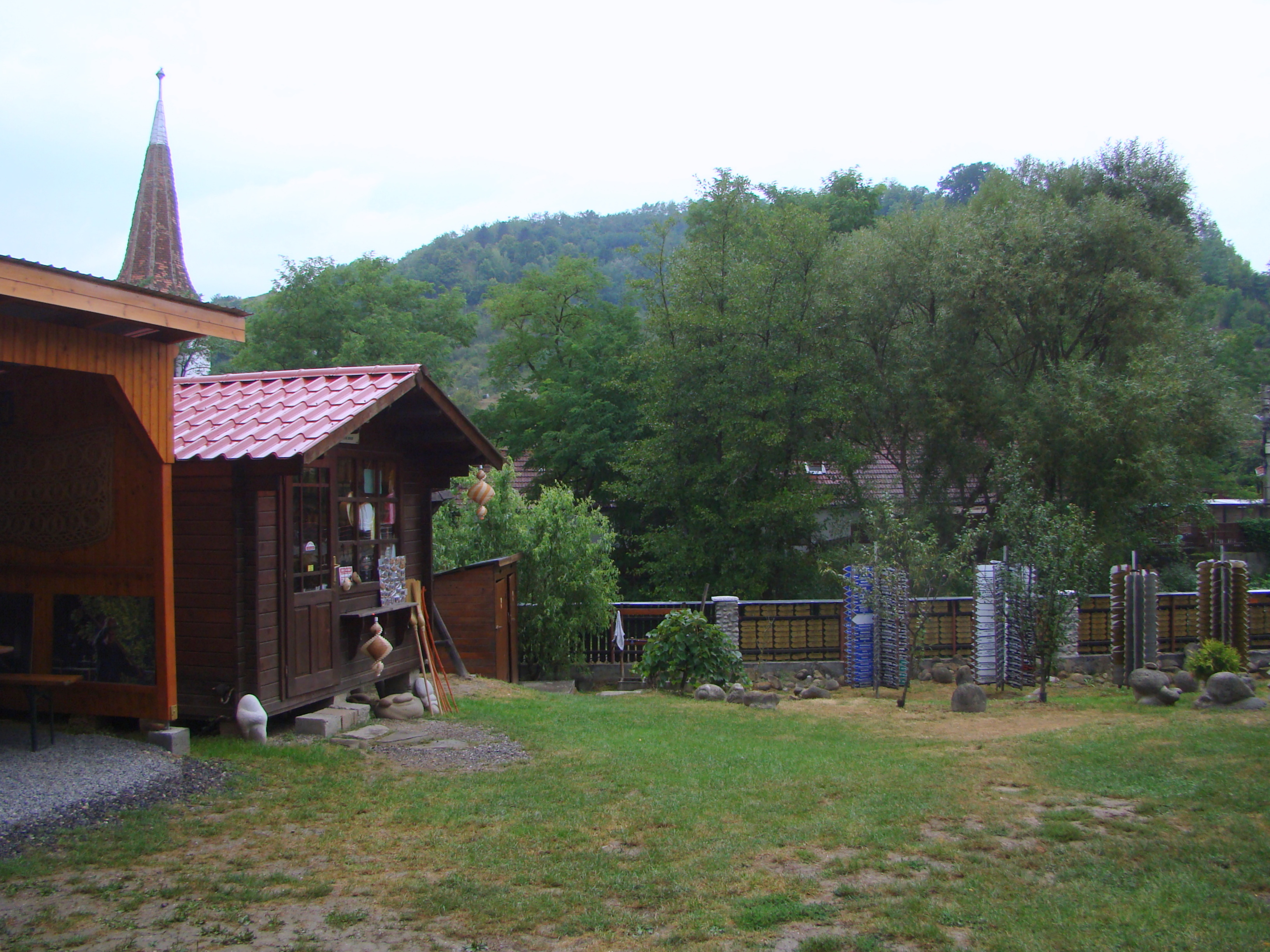
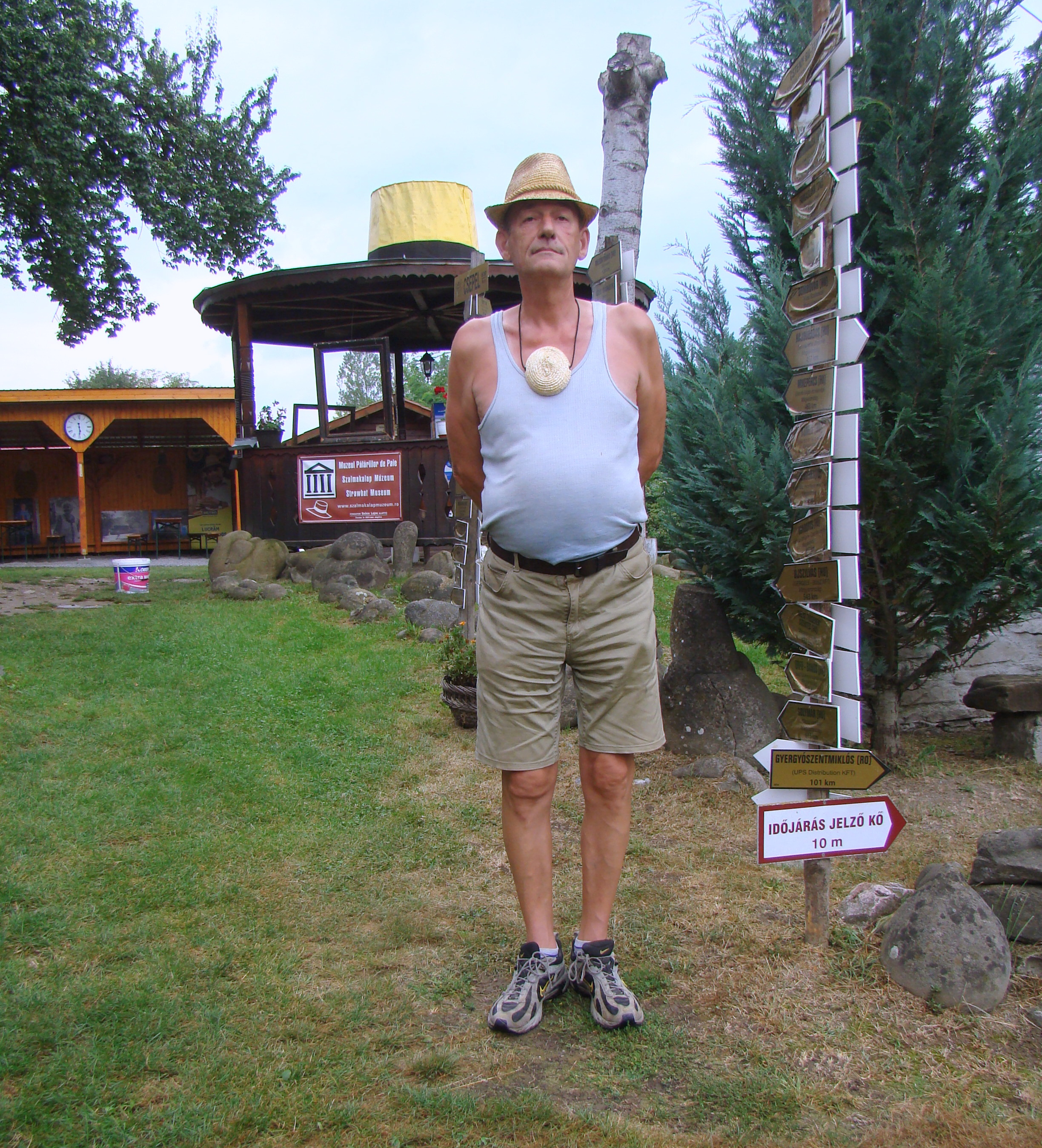
Csukor Daniel, ghidul Muzeului pălăriilor de paie
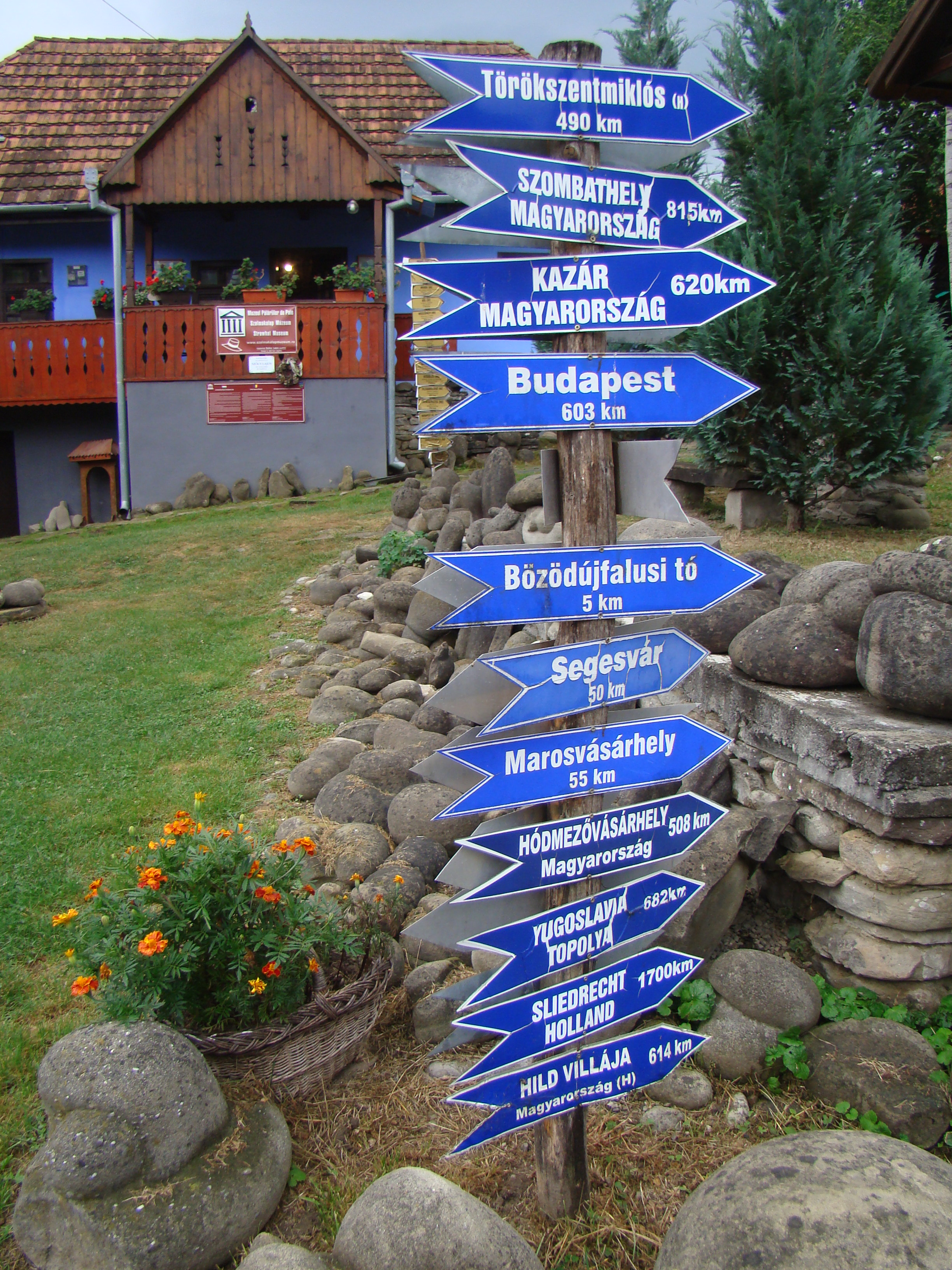
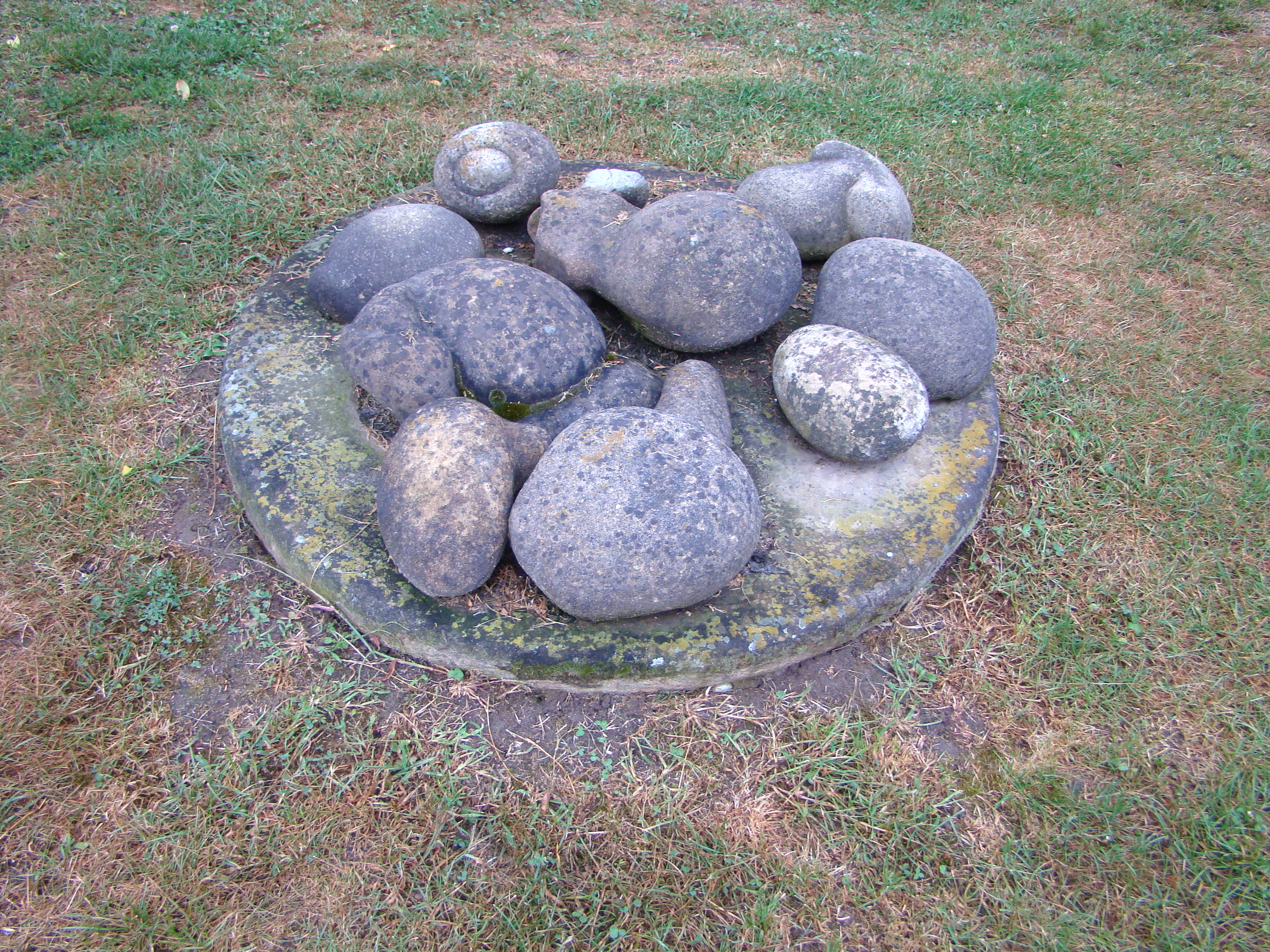
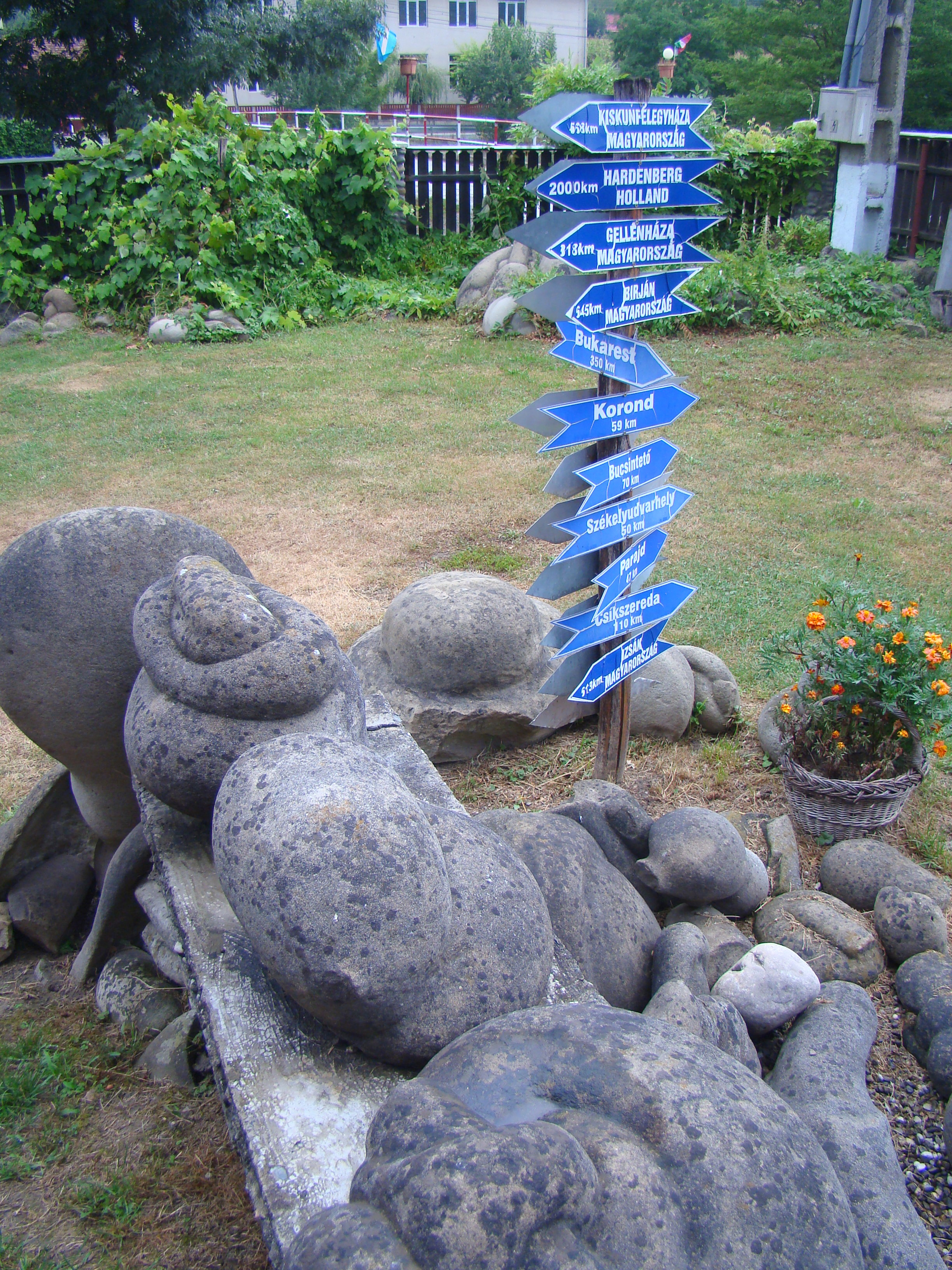
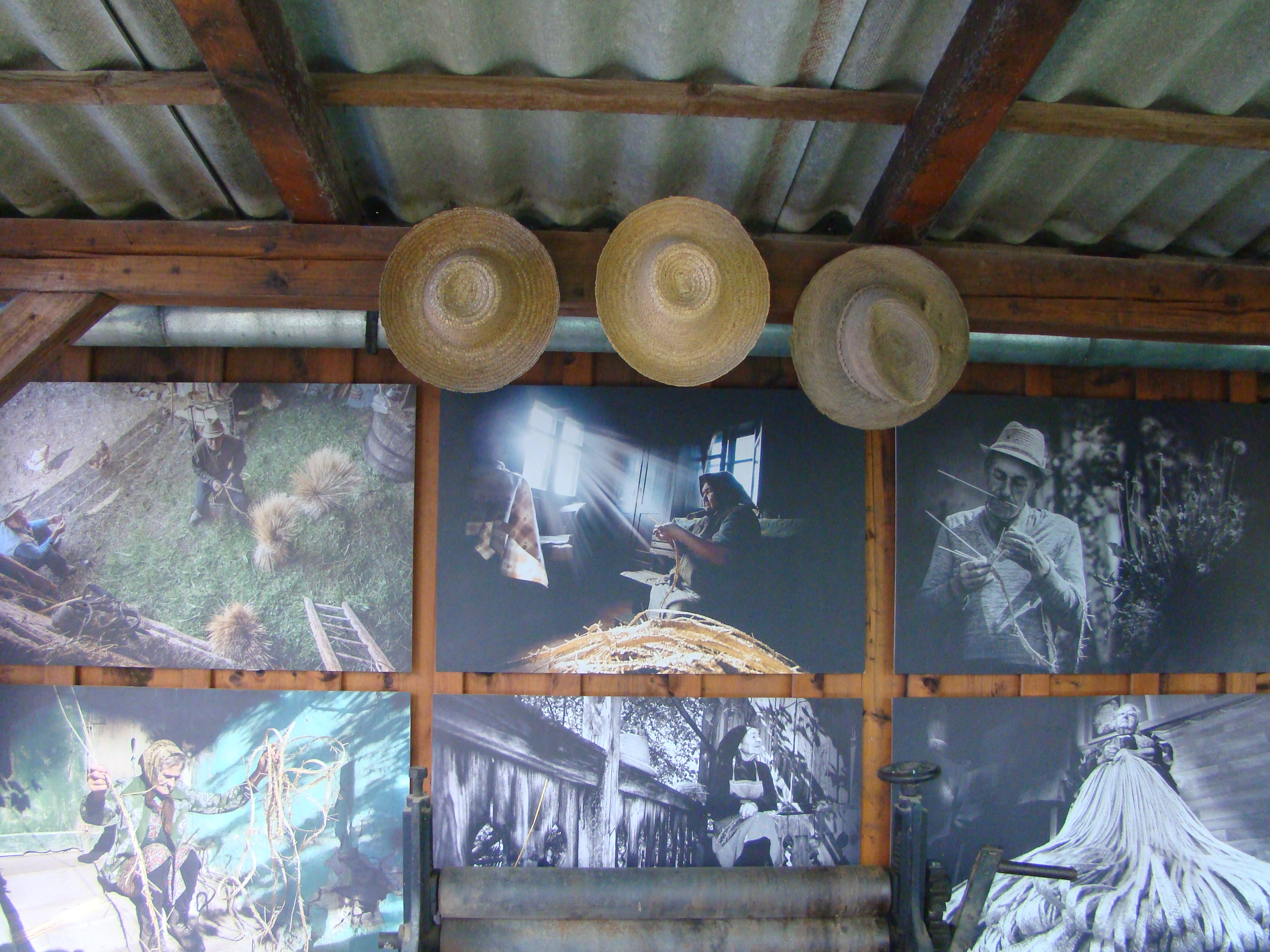
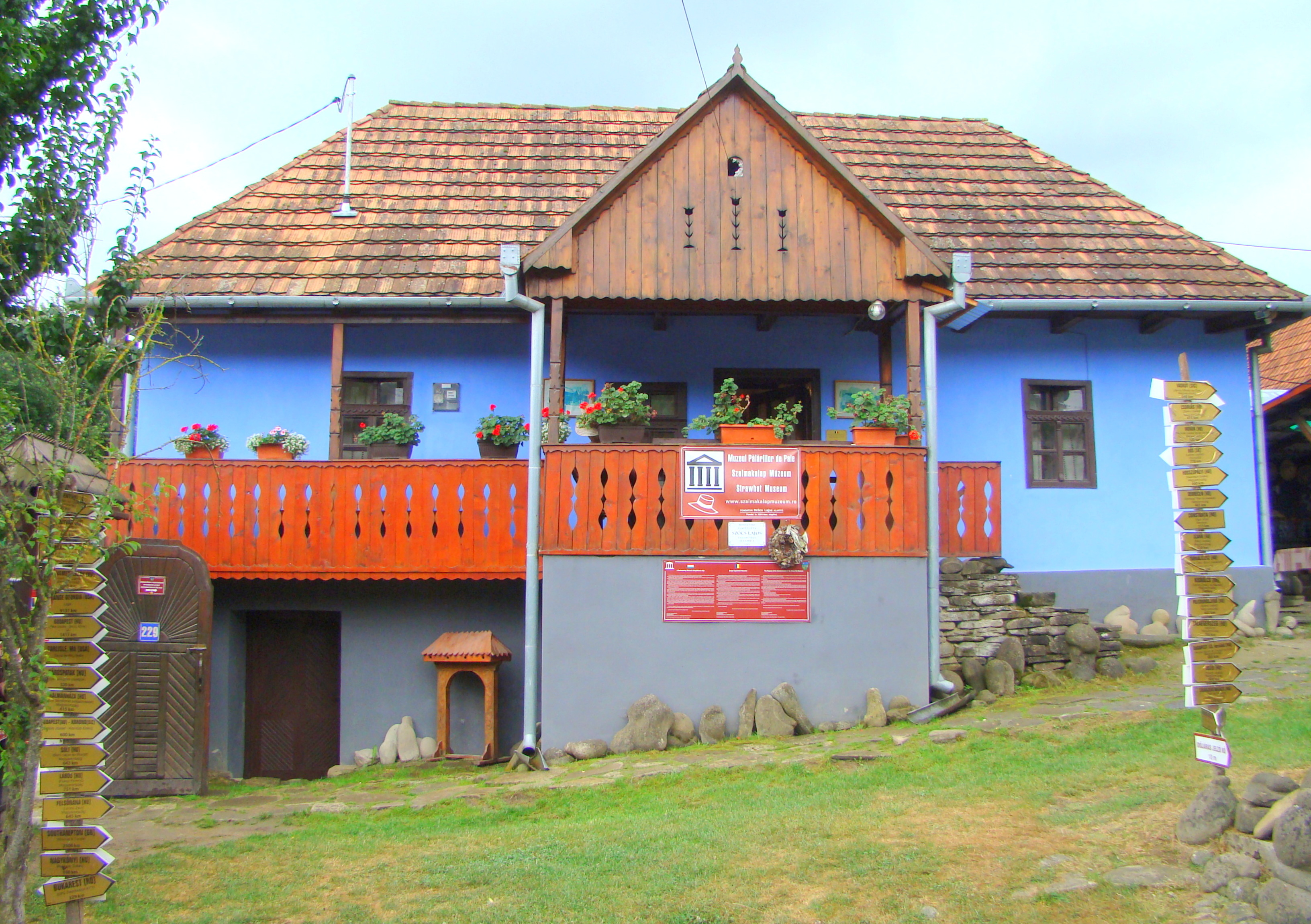

## Imagini din interior

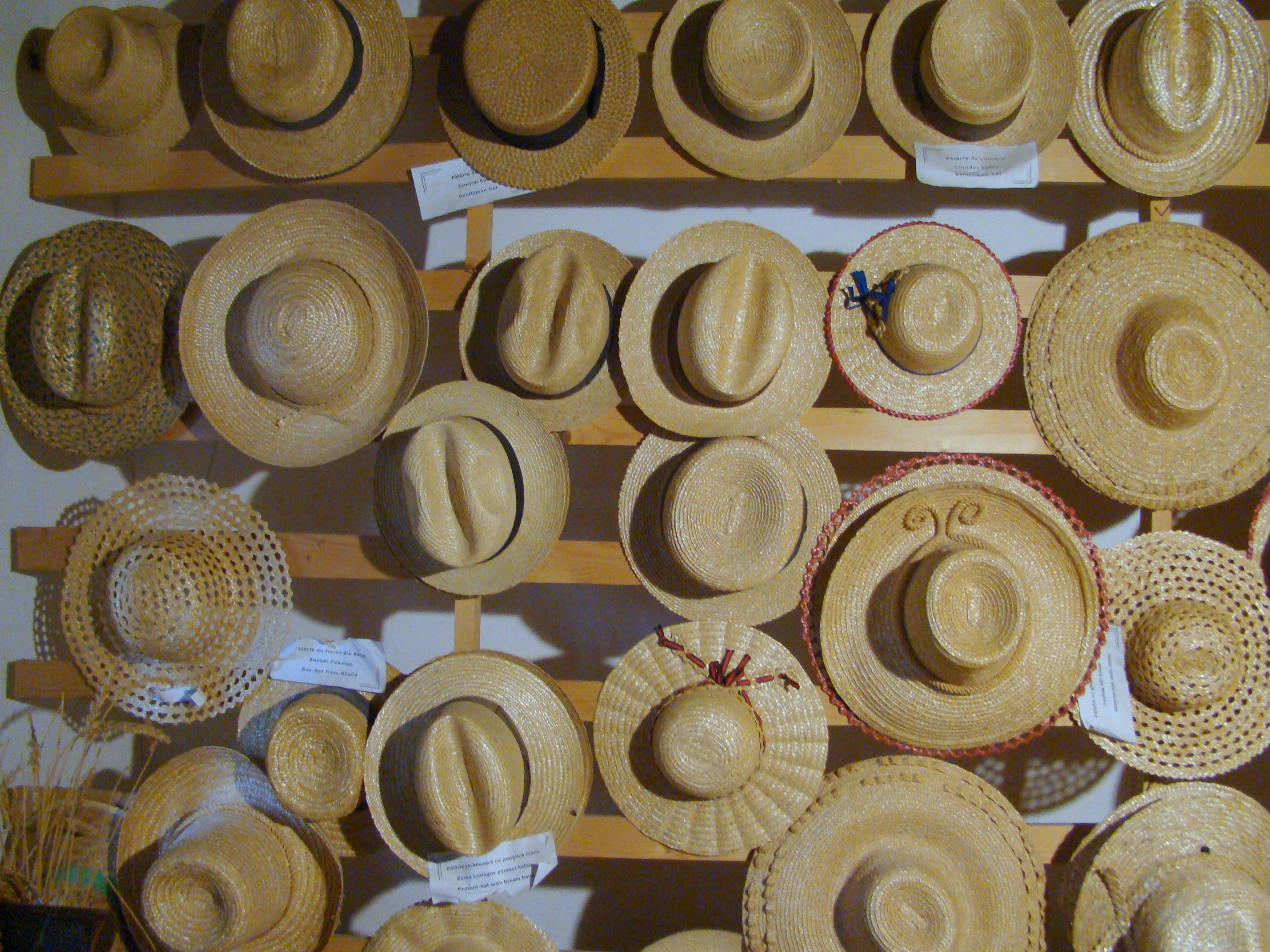
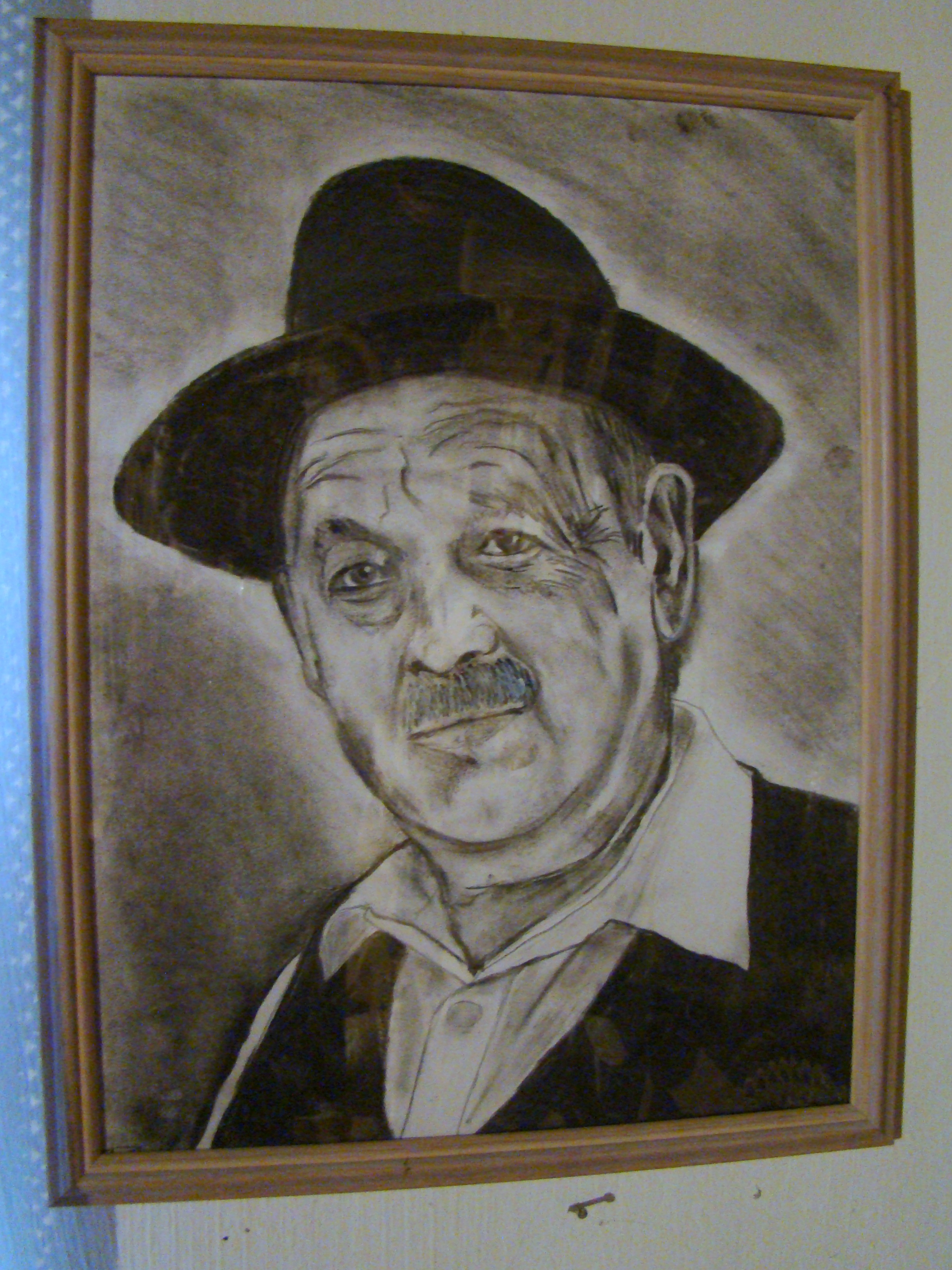
Cel care a avut inițiativa realizării muzeului: Szőcs Lajos
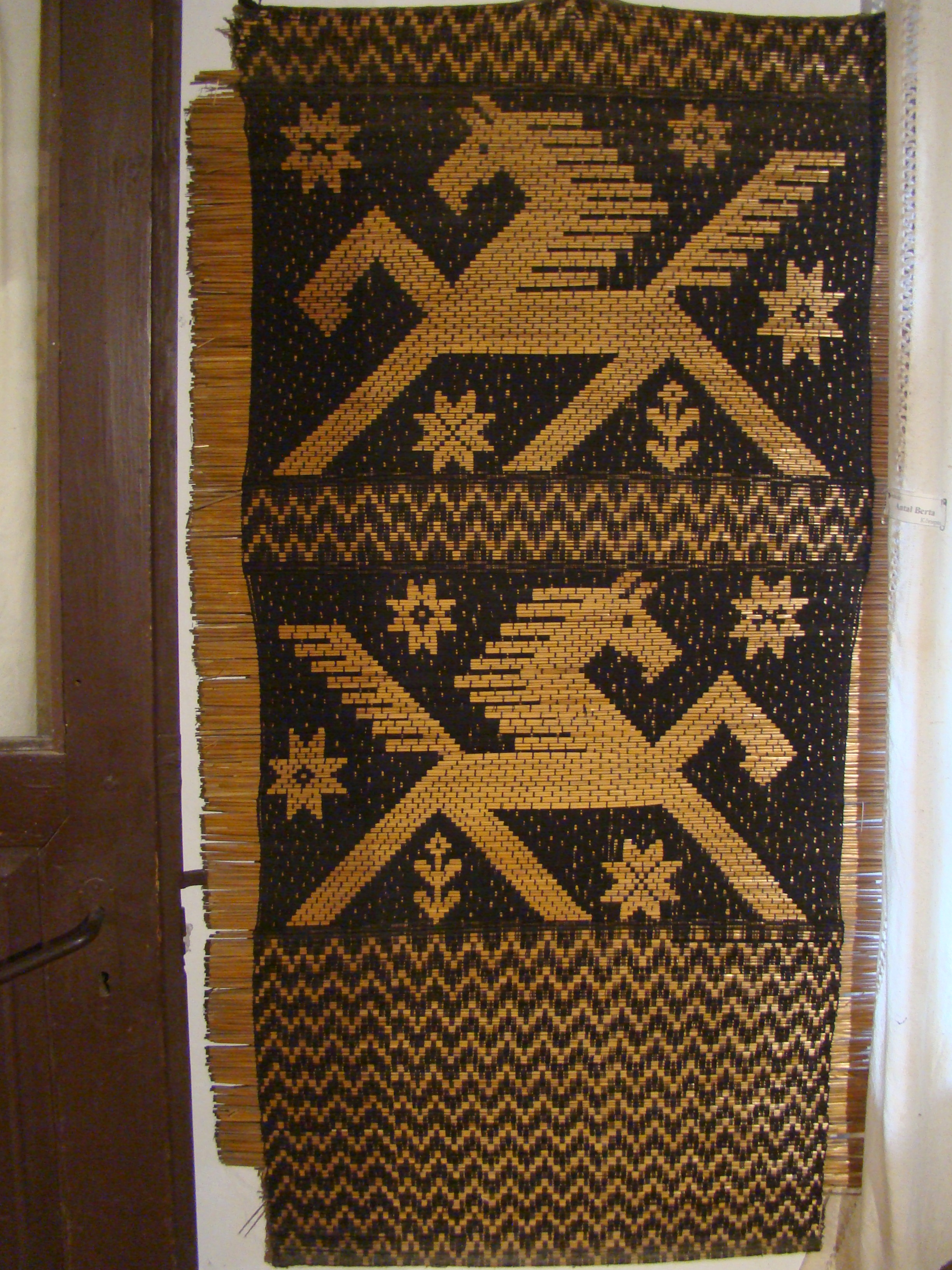
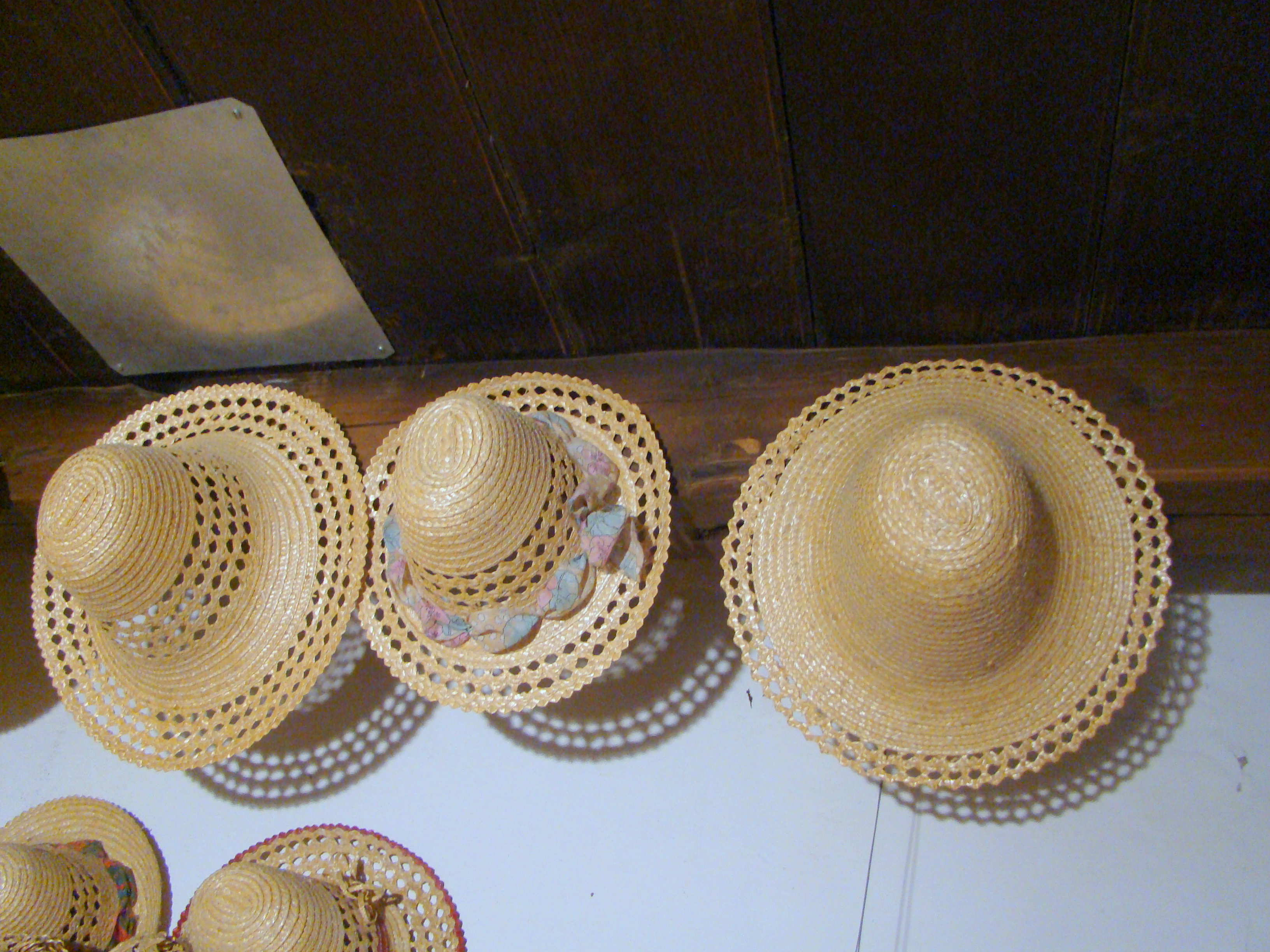
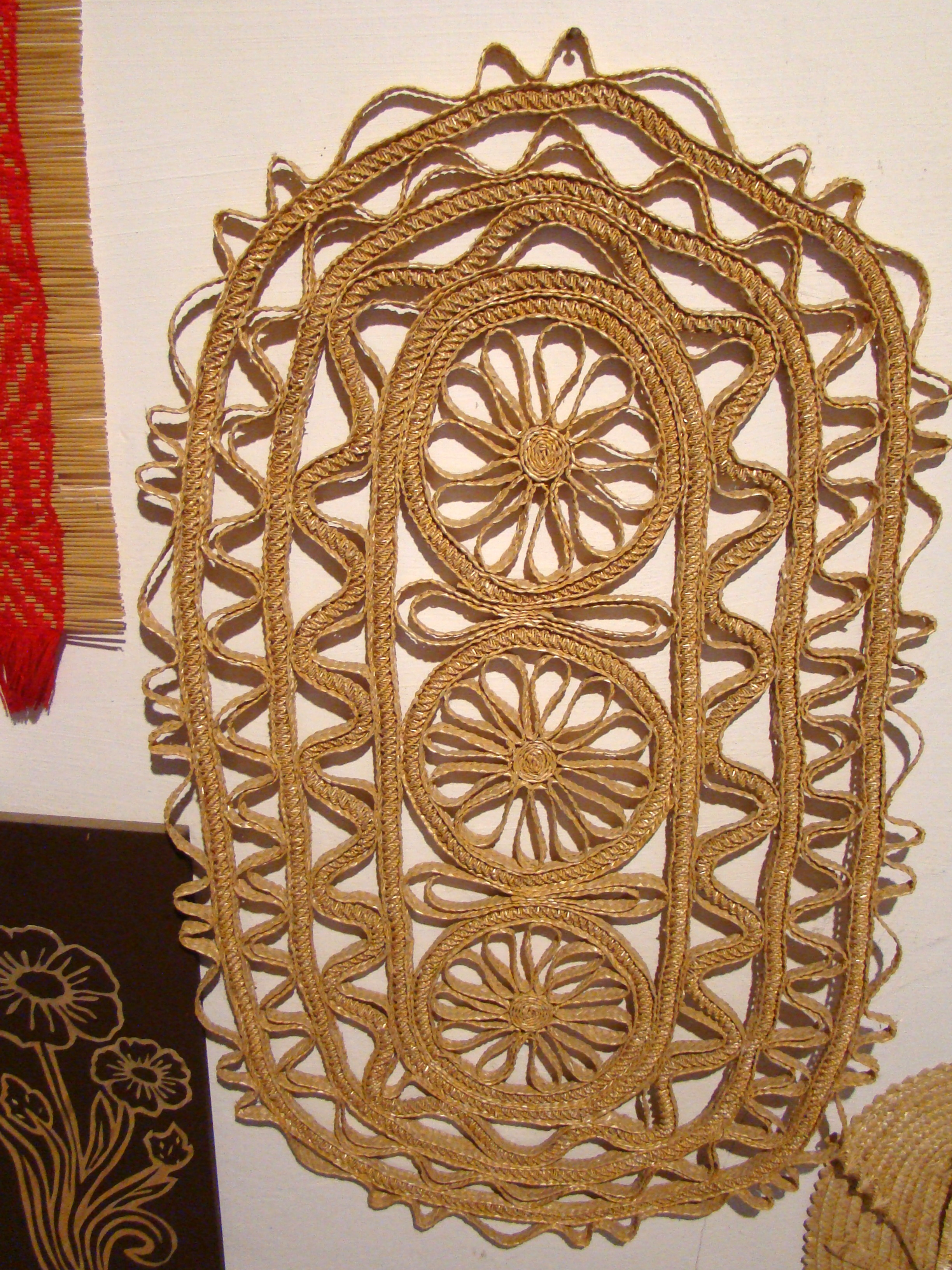
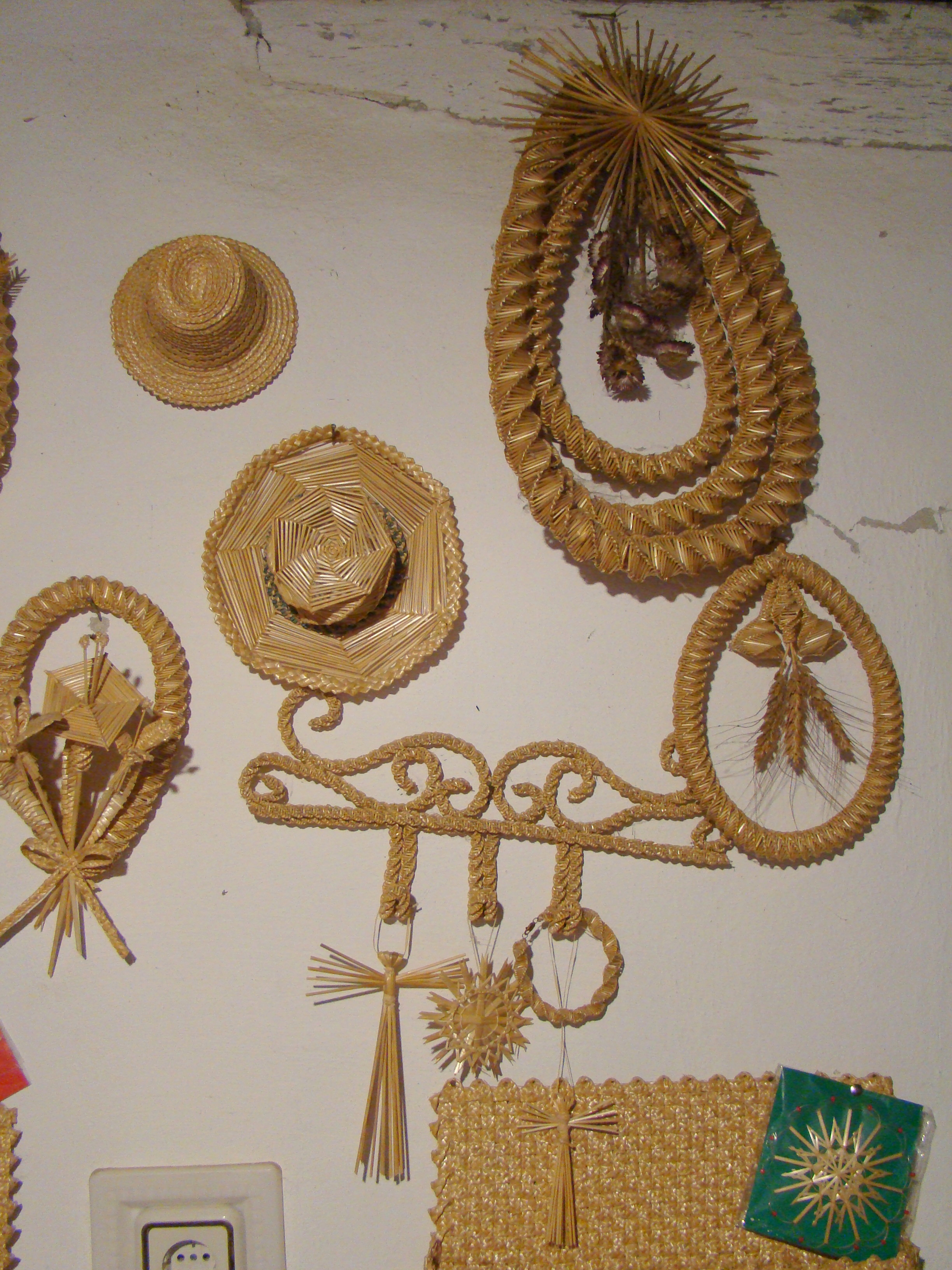
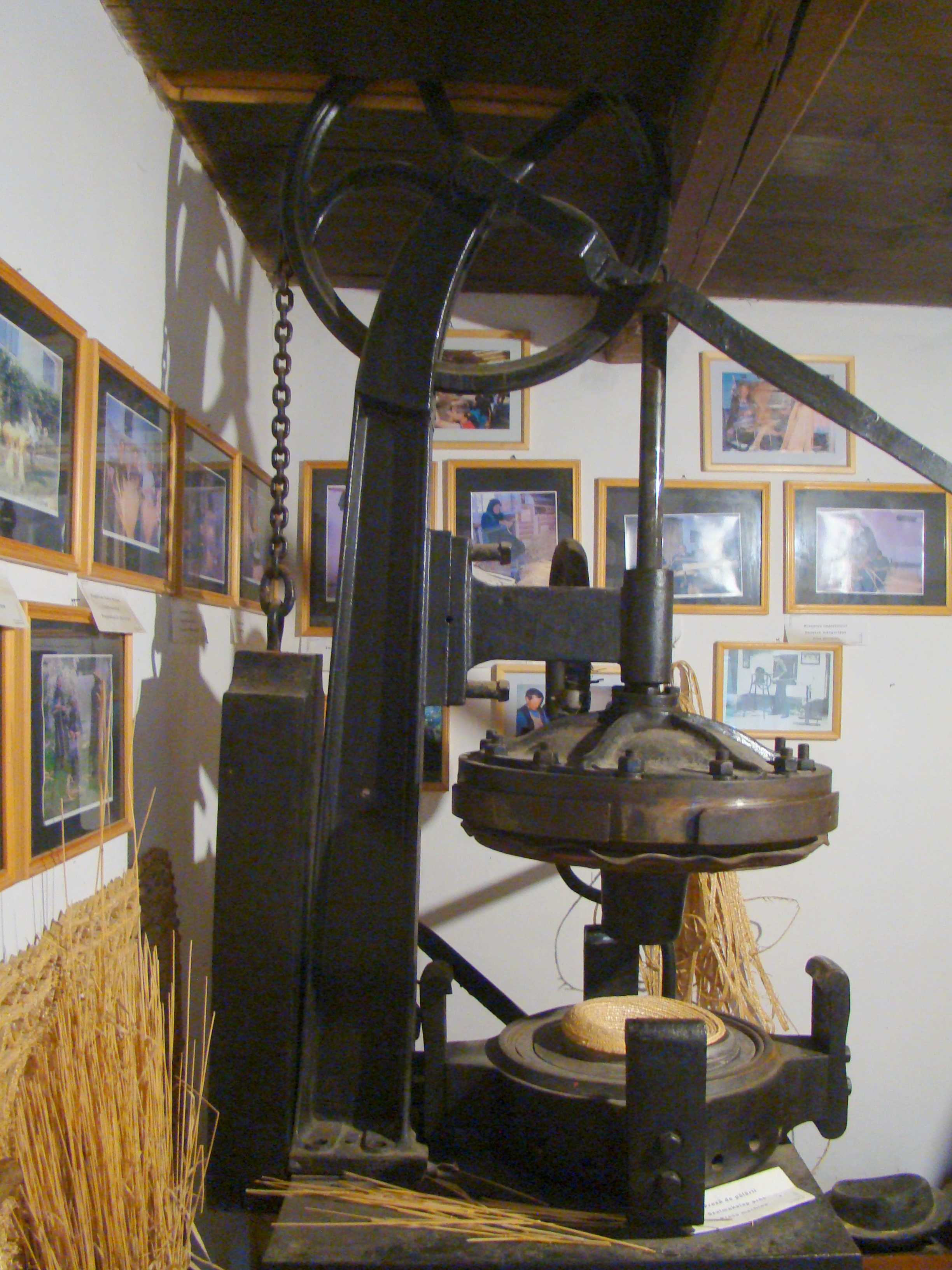
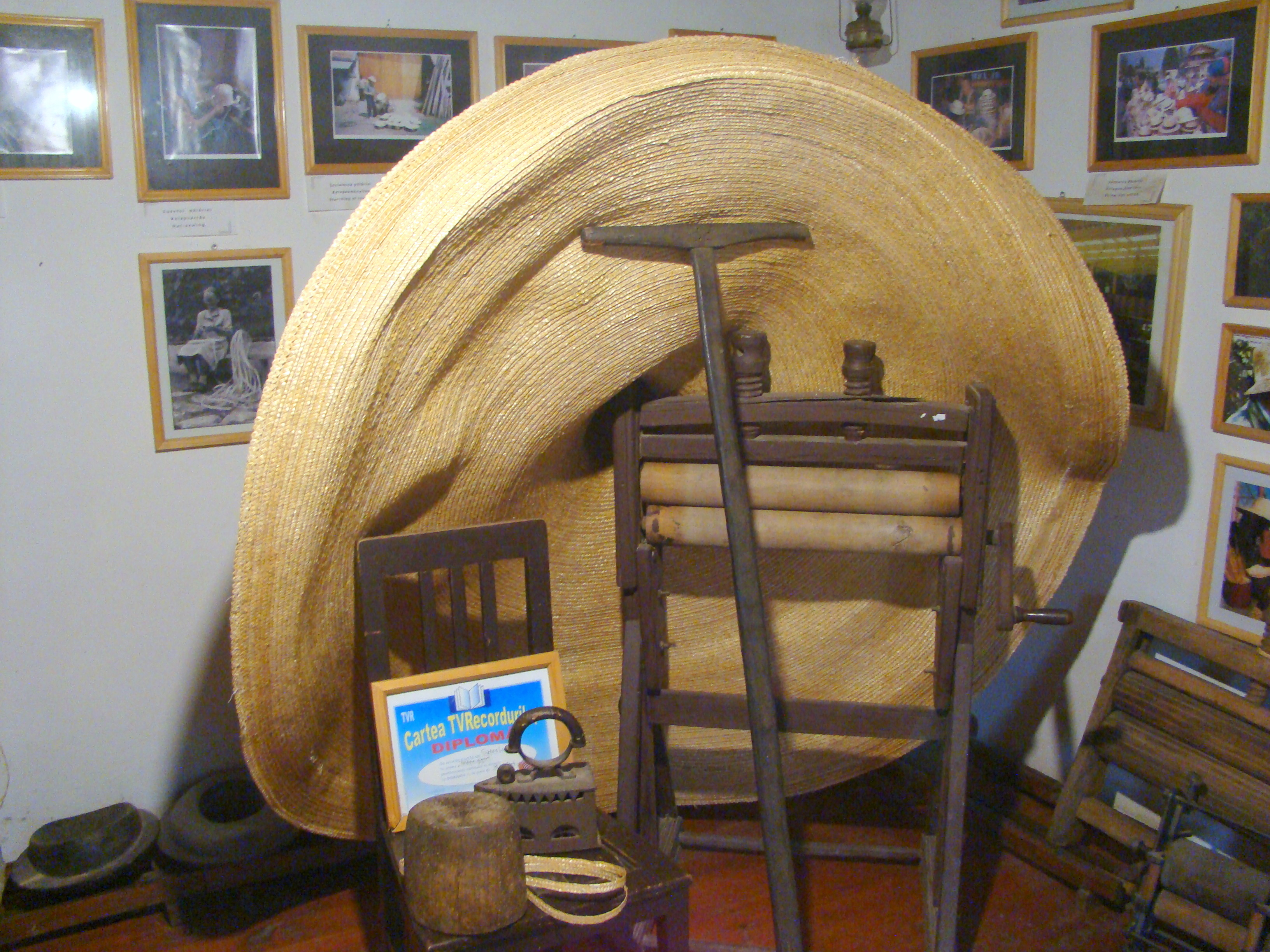
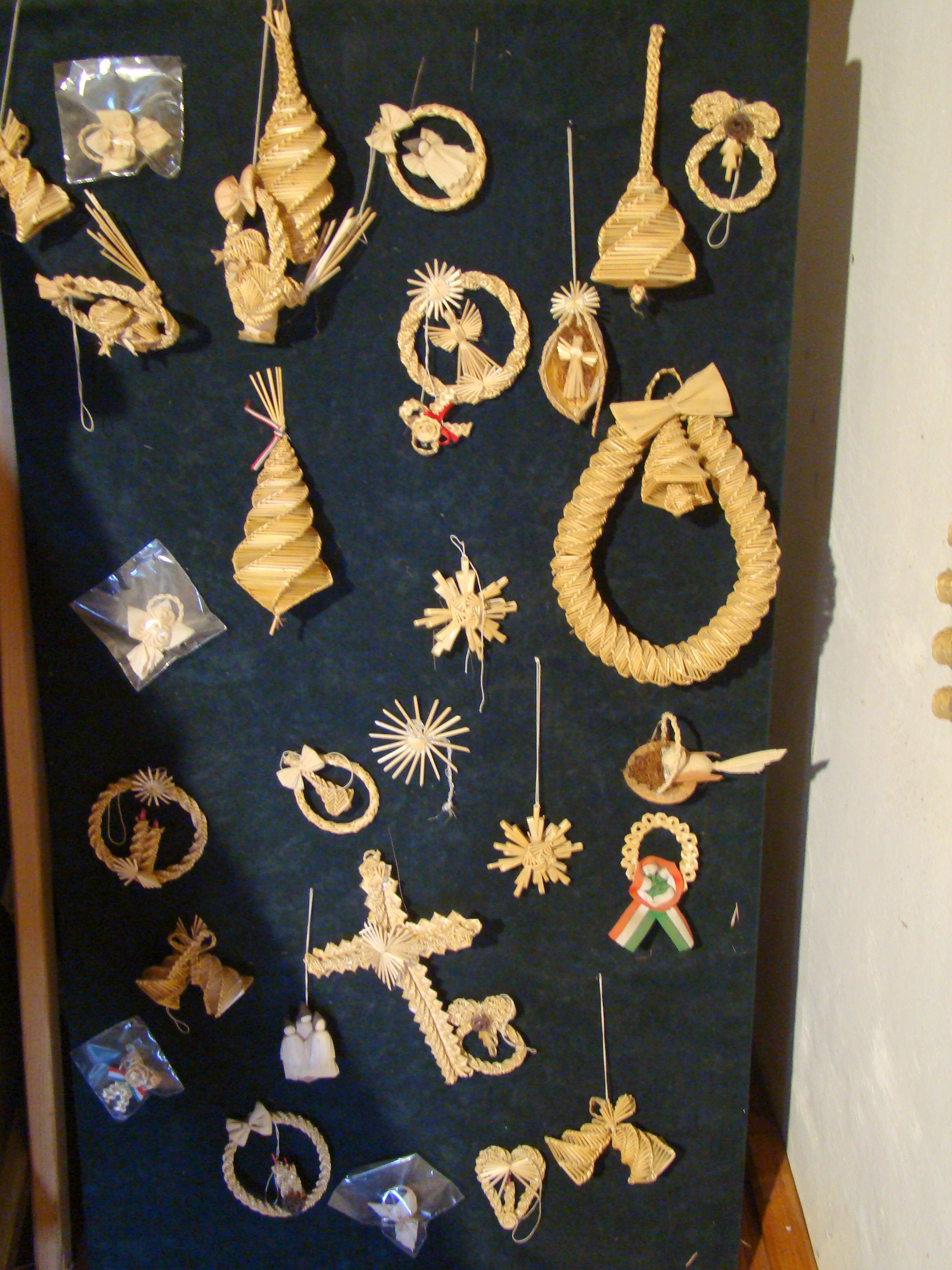
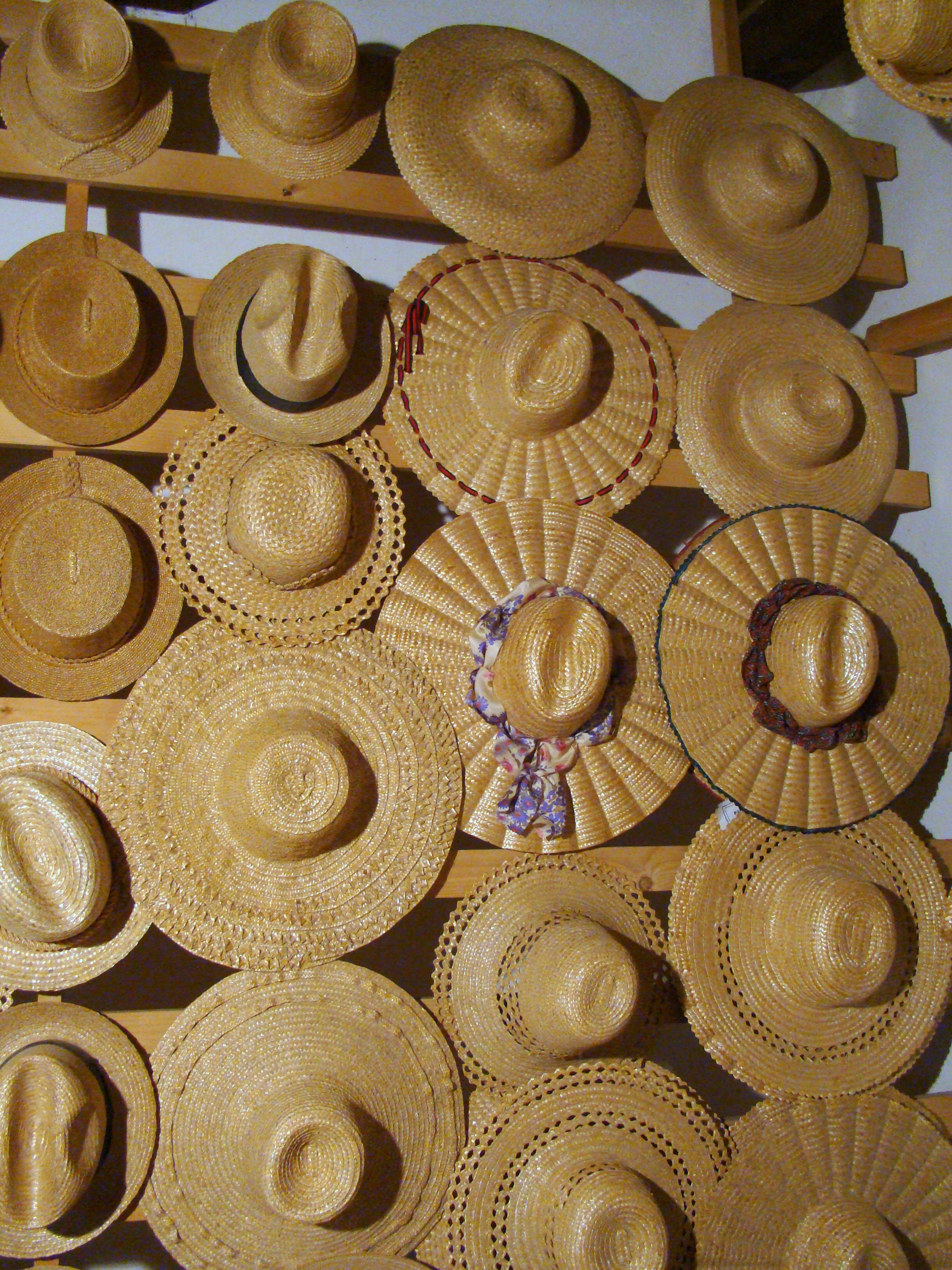
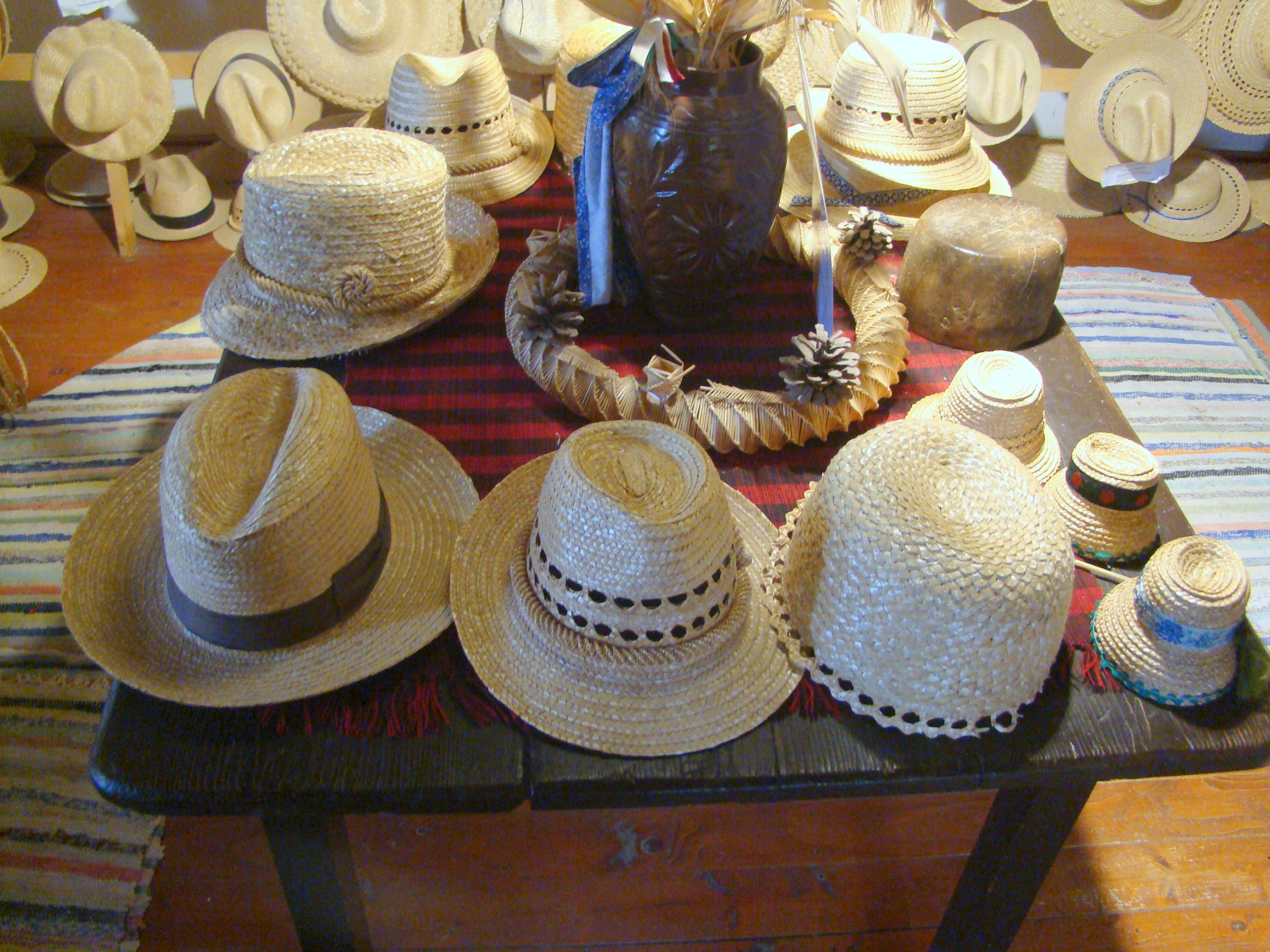
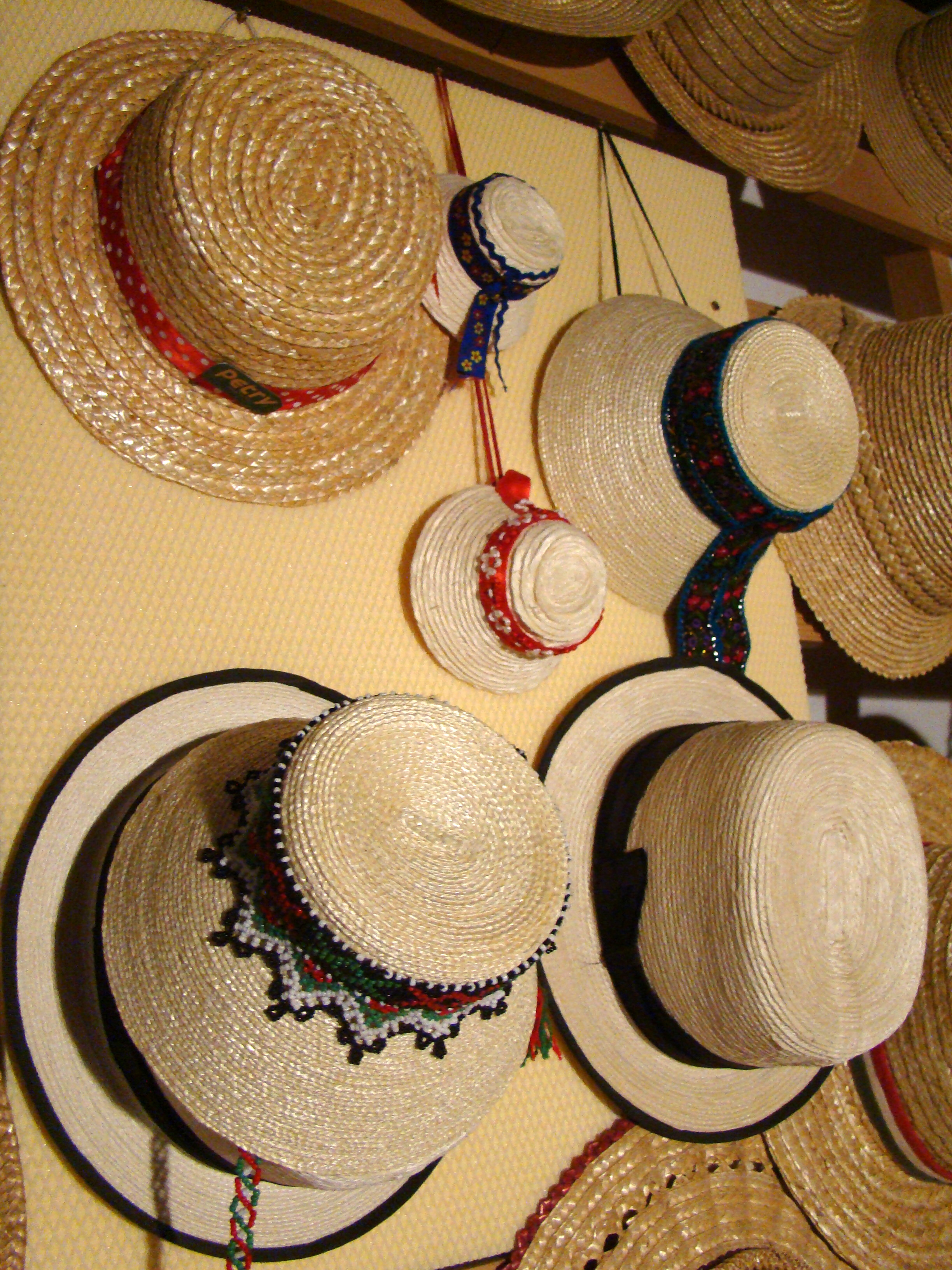
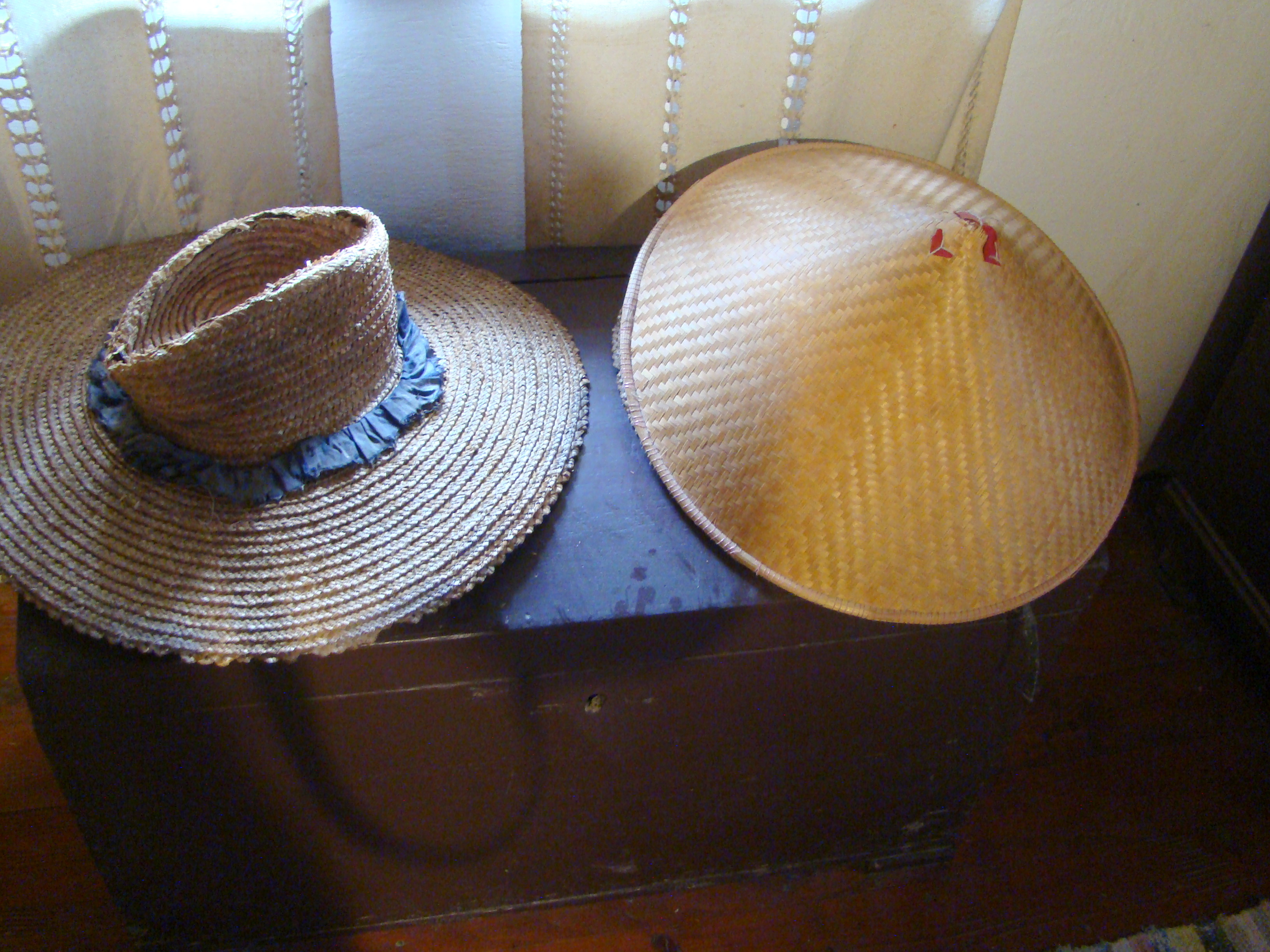
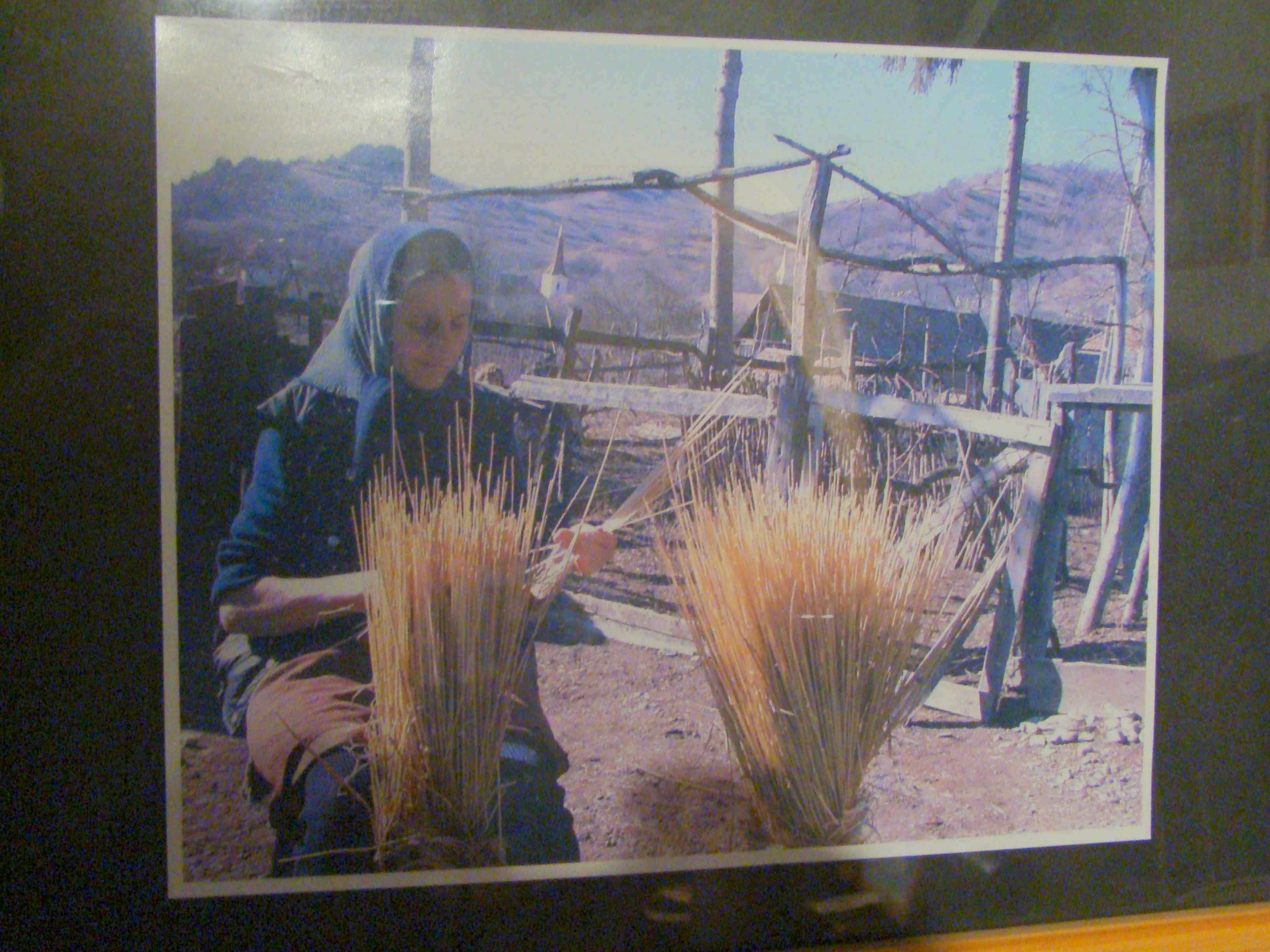
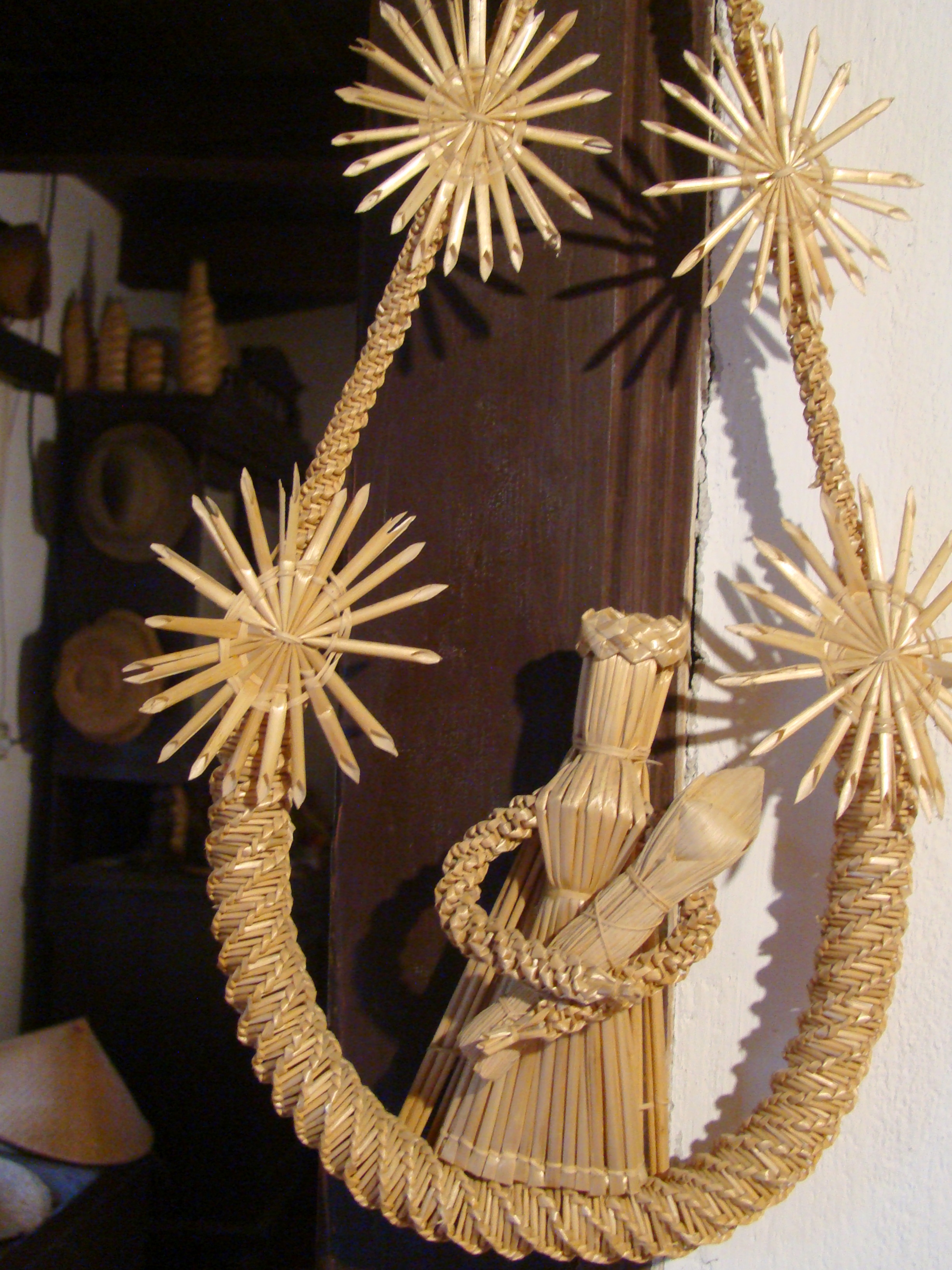
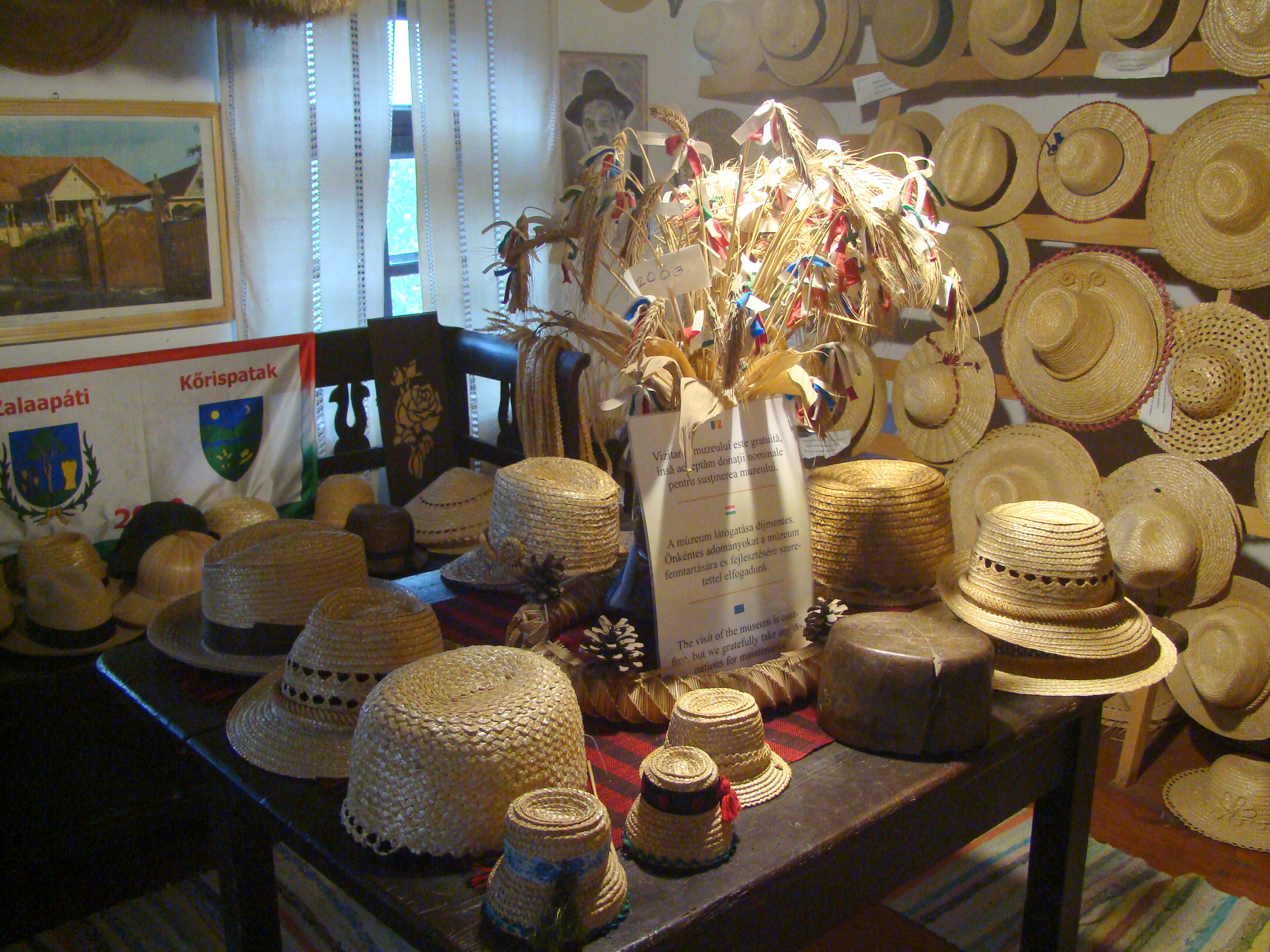
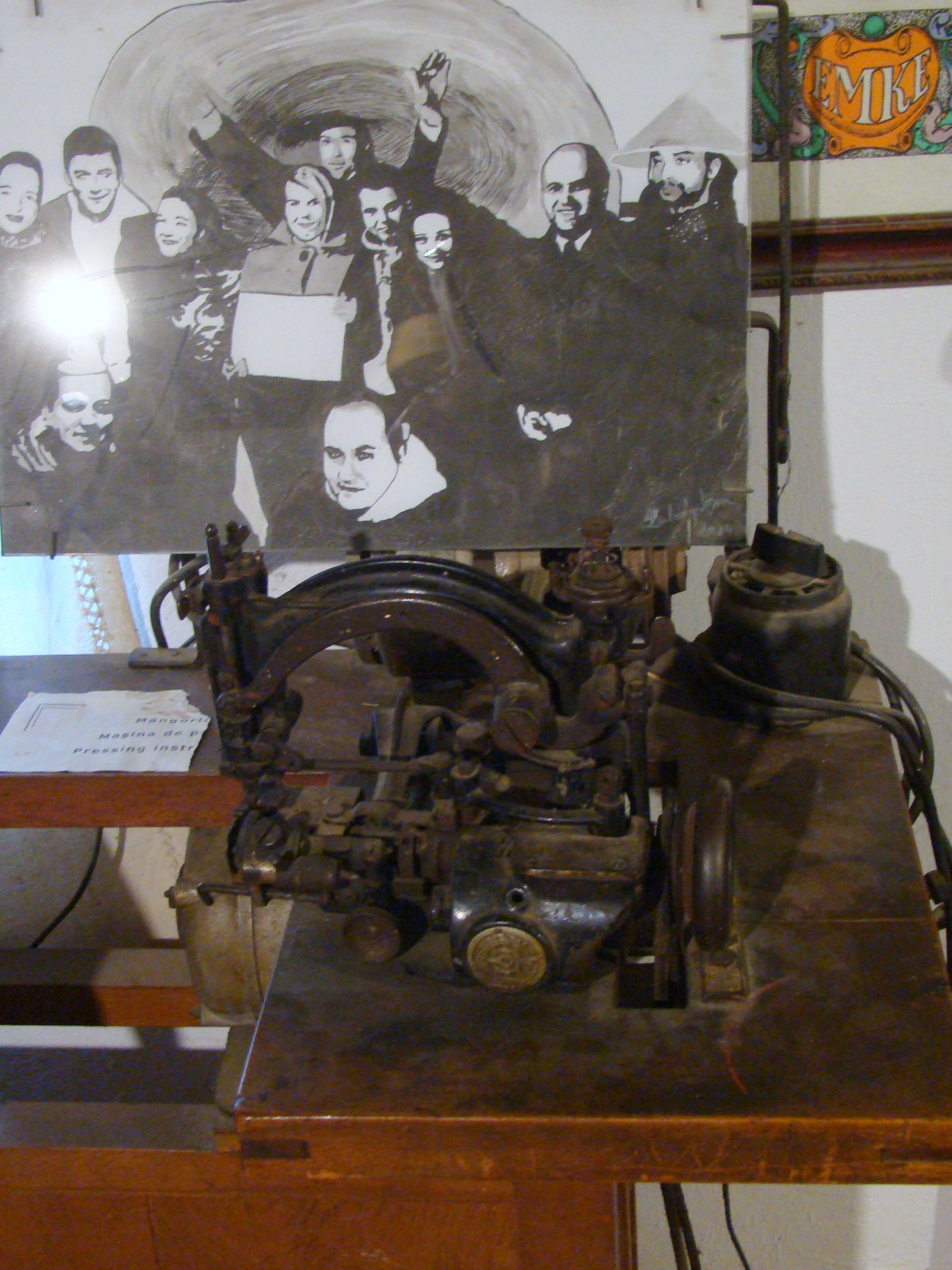
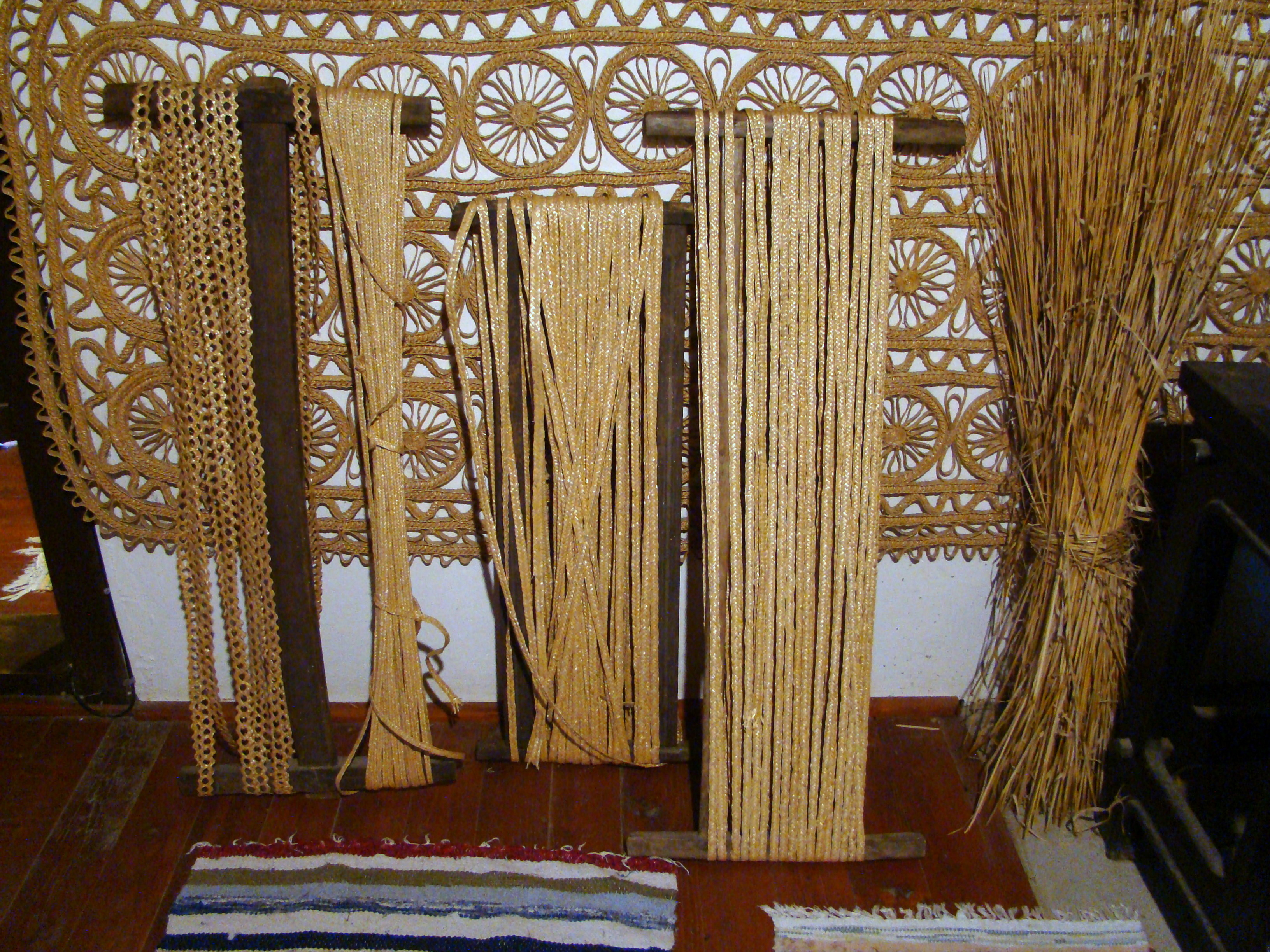
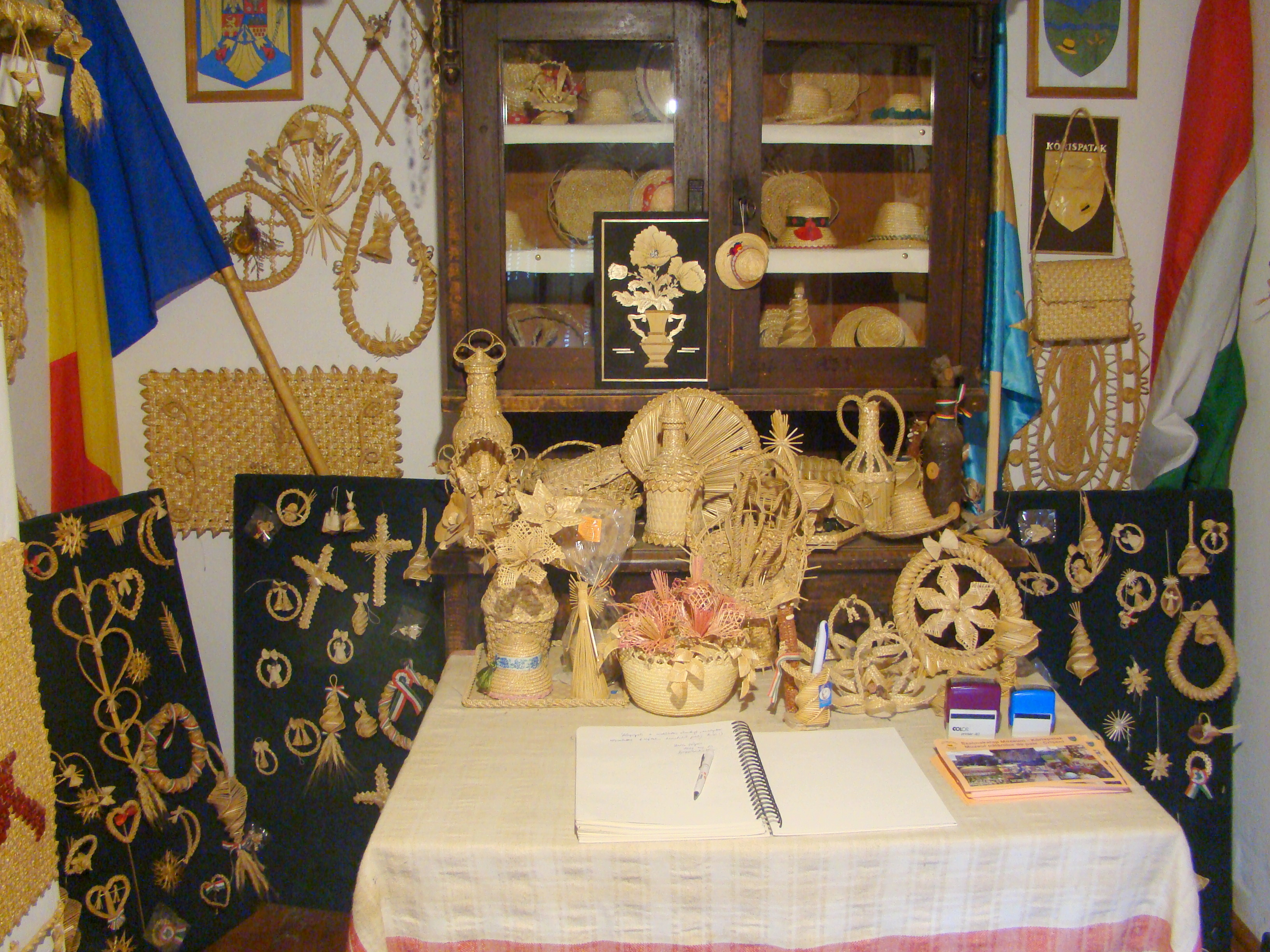
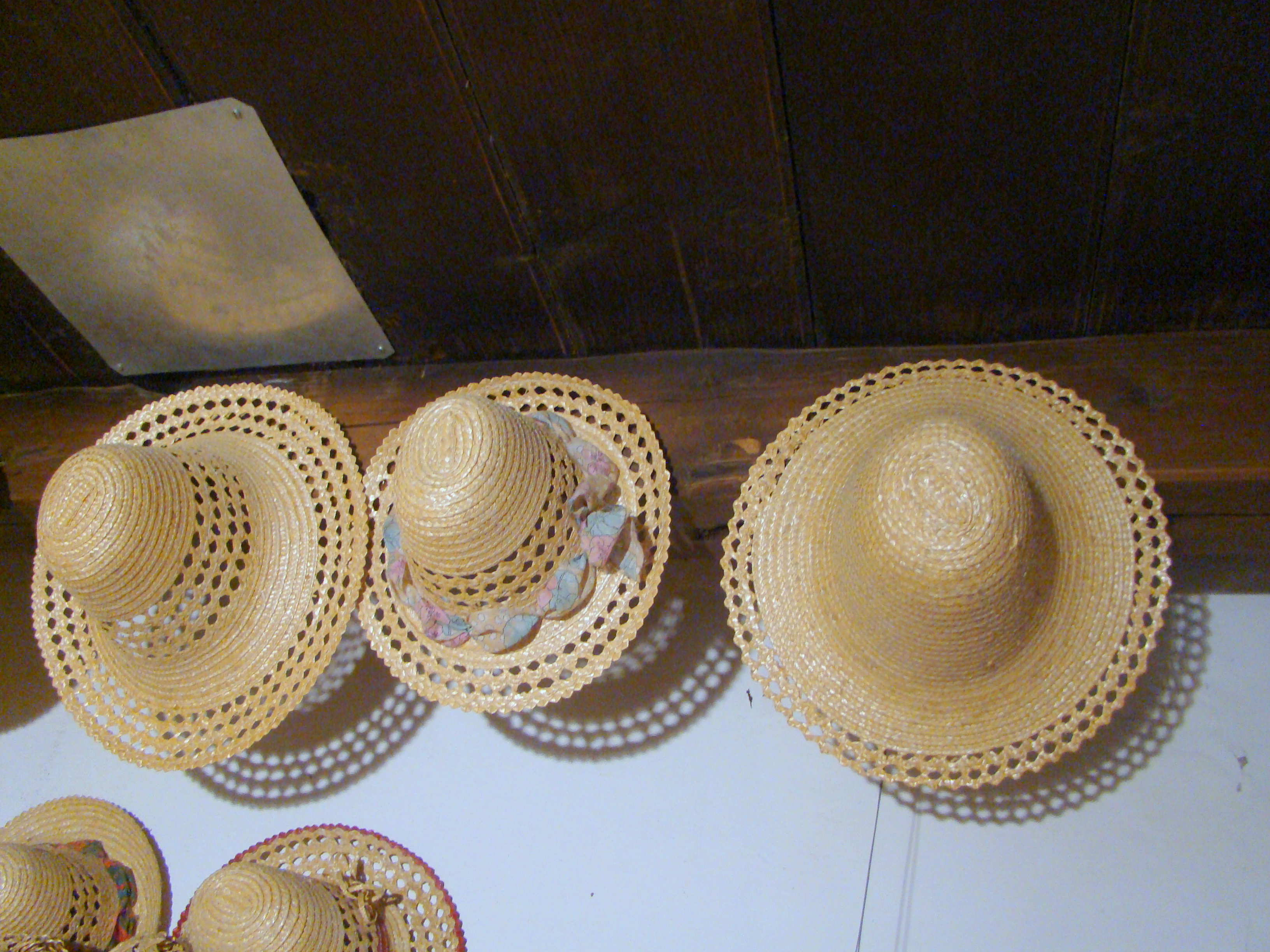
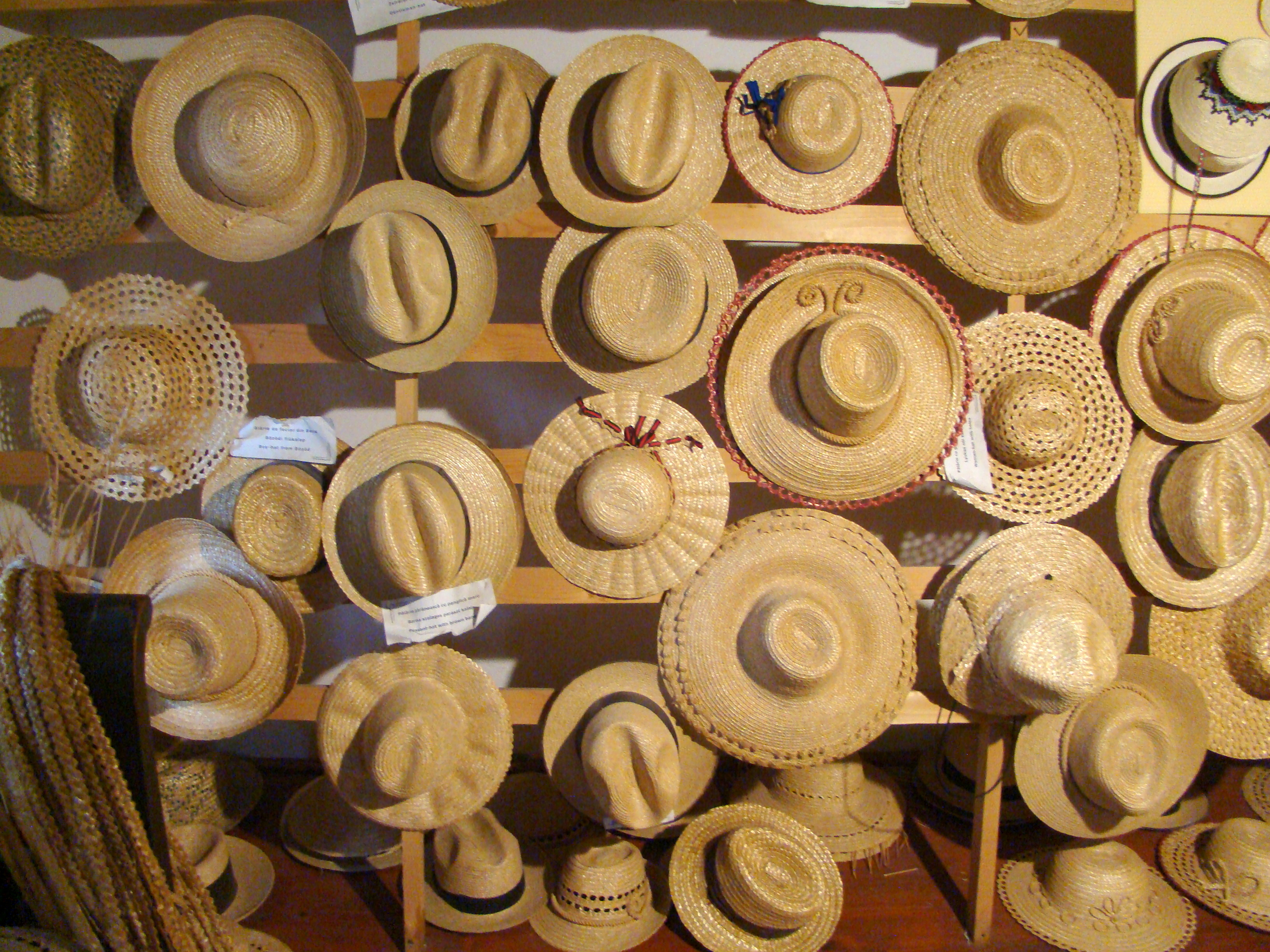
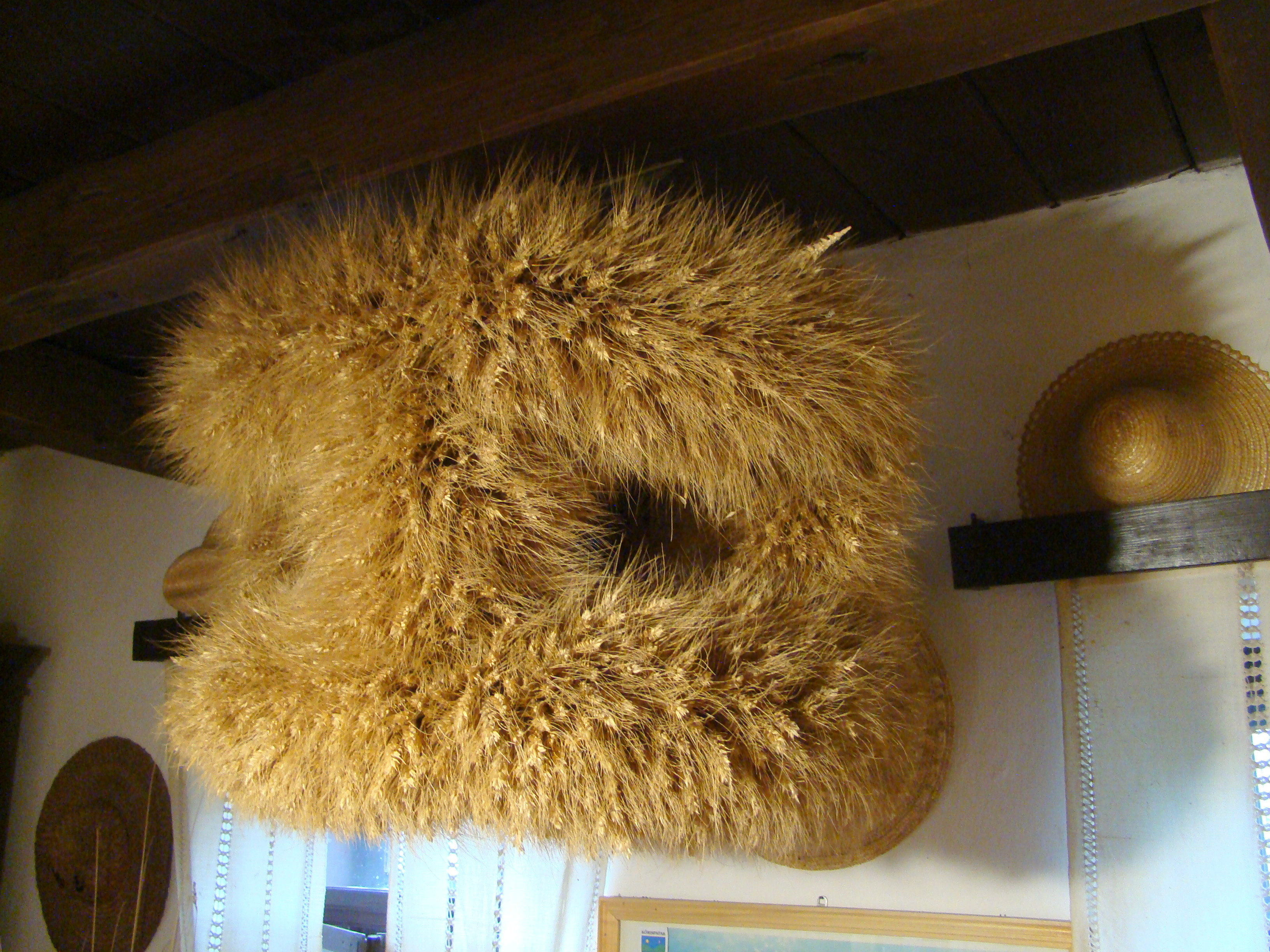
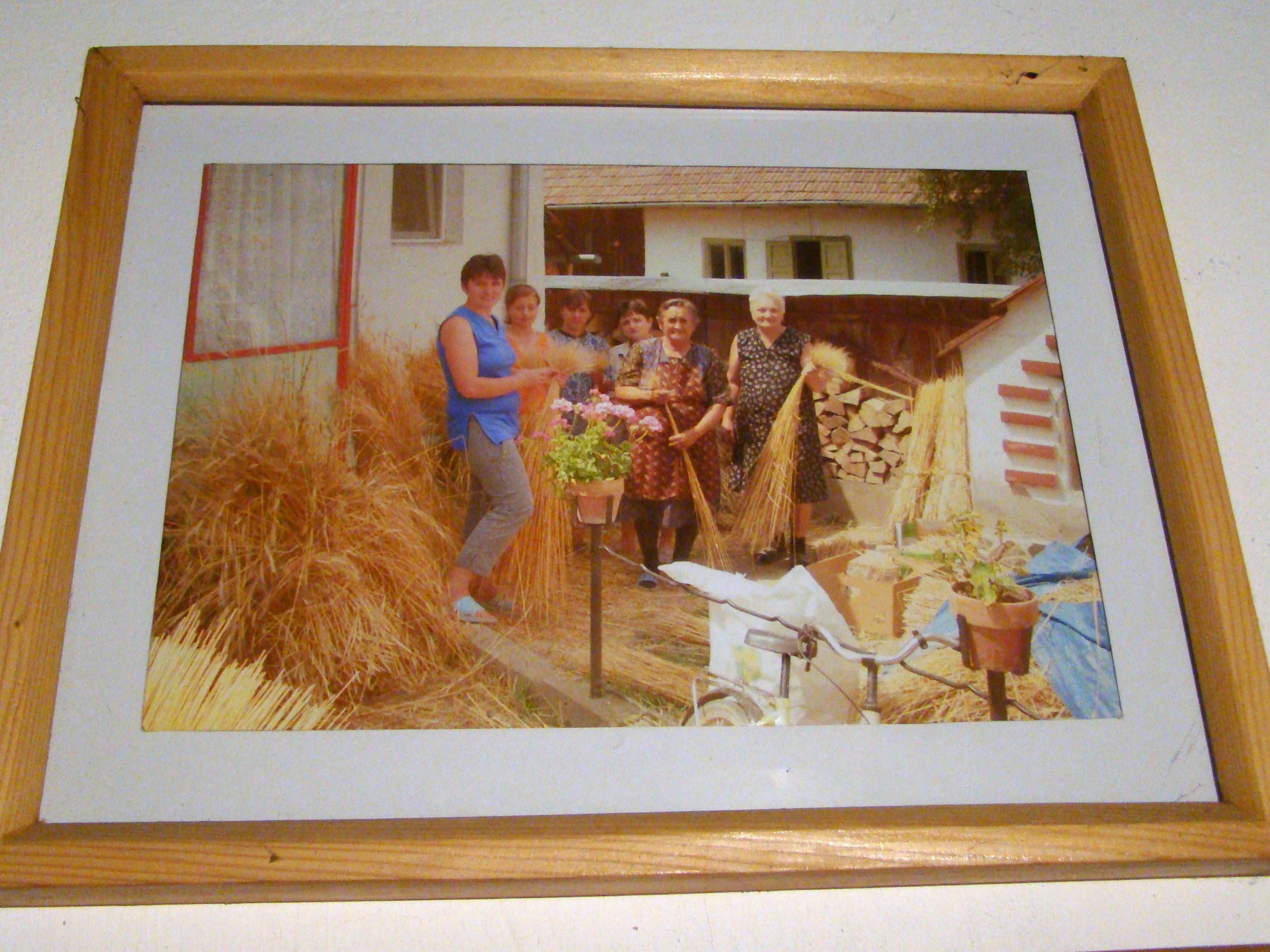
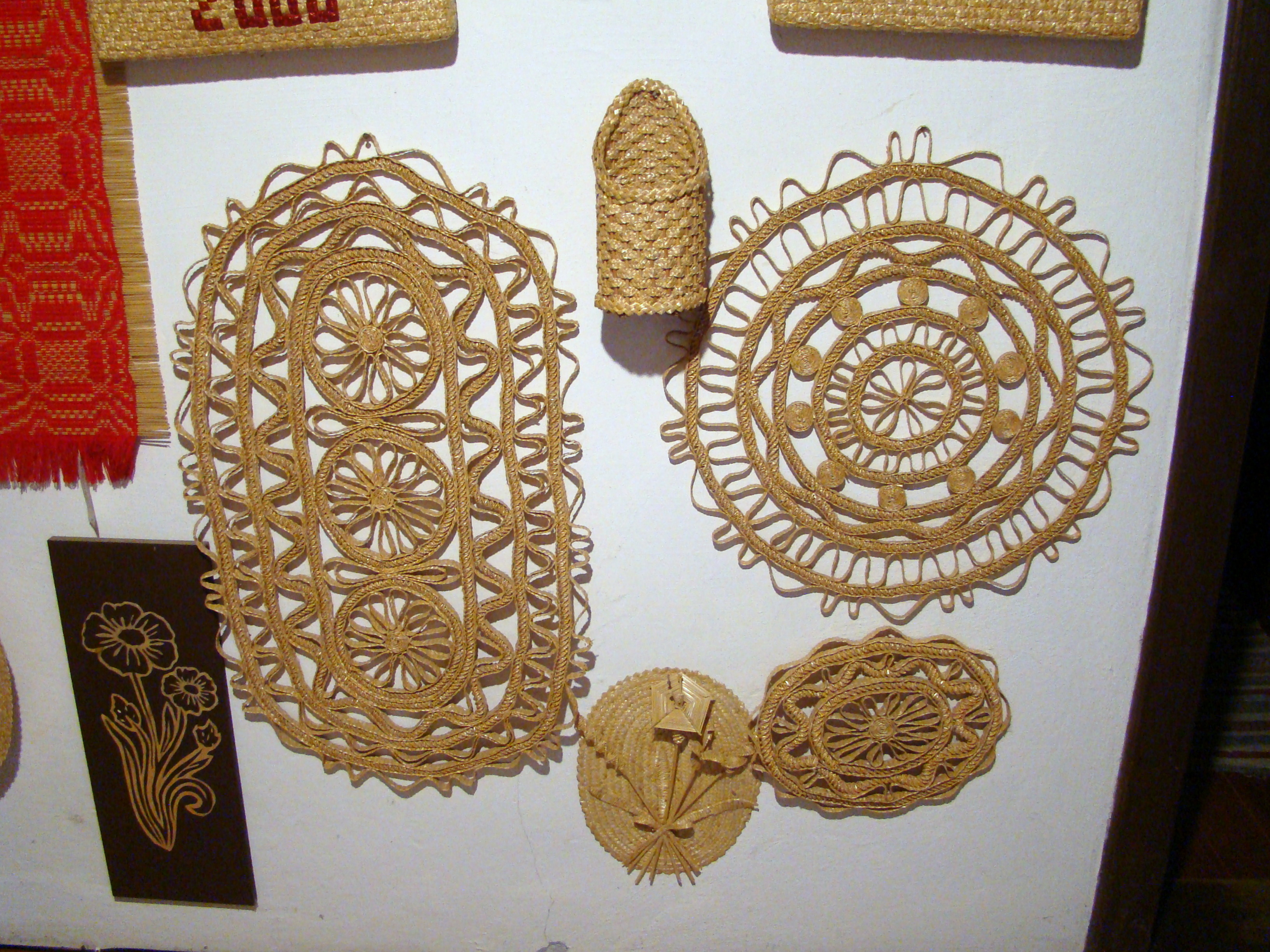
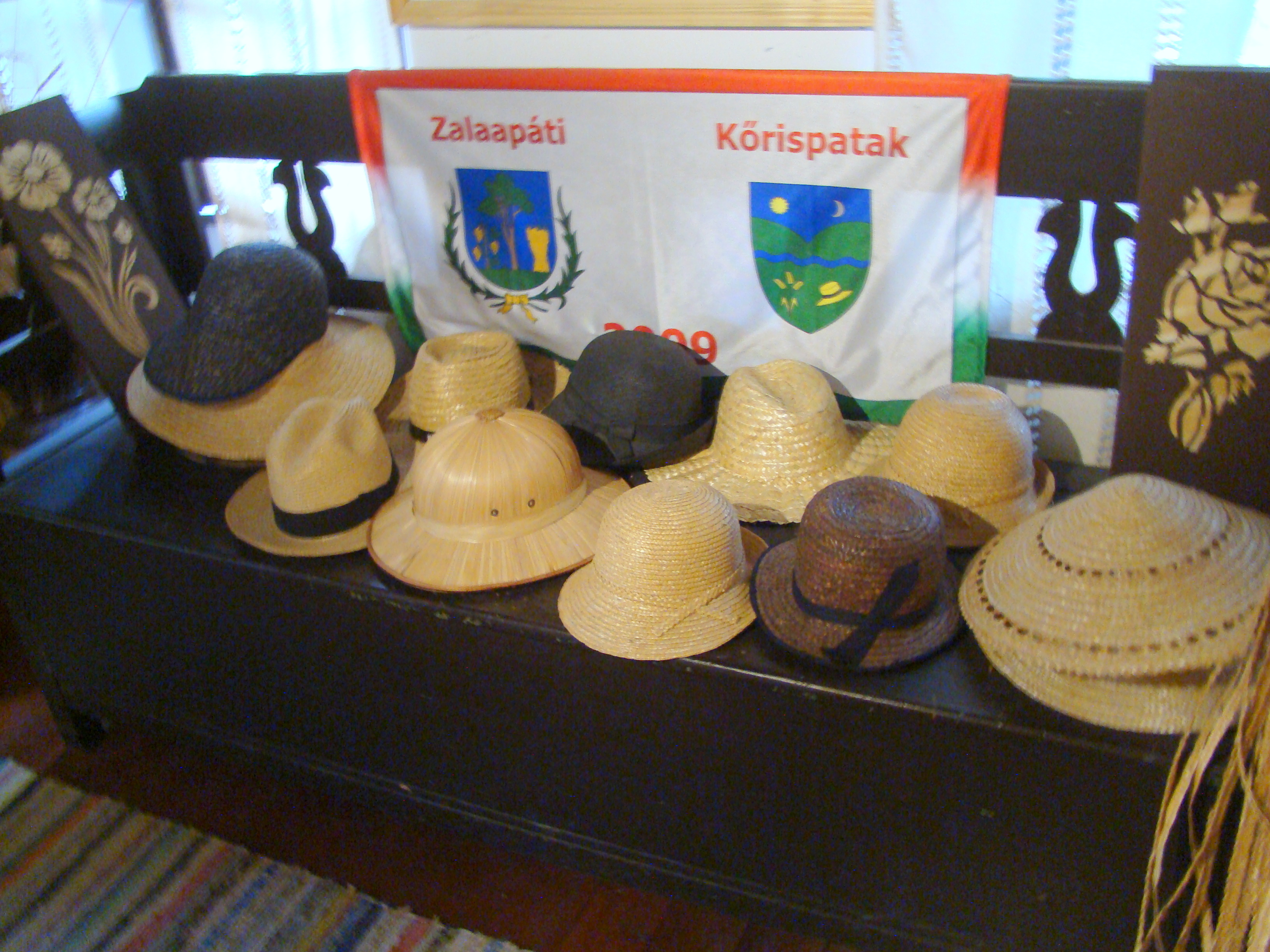